# Partido Comunista do Brasil
Partido Comunista do Brasil (PCdoB) é um partido político brasileiro de centro-esquerda a esquerda que é baseado ideologicamente no desenvolvimentismo e oficialmente nos princípios do marxismo-leninismo.
Foi criado em 1958 como uma dissidência alinhada ao stalinismo dentro do Partido Comunista Brasileiro (PCB), que, àquela época, apoiava as reformas defendidas por Nikita Khrushchov durante o XX Congresso do Partido Comunista da União Soviética em 1956 e que, mais tarde, ficaram conhecidas como desestalinização.
A dissidência era liderada por Maurício Grabois, João Amazonas e Pedro Pomar e resolveu se separar do partido após o documento Carta dos Cem (assinada por cem militantes, em quatro estados do Brasil) ter sido rejeitado no V Congresso do PCB. Logo após, em 1962, é fundado por essa dissidência o Partido Comunista do Brasil (PCdoB).
Desde o seu surgimento, o PCdoB seguiu diversas linhas políticas baseadas em distintas experiências comunistas pelo mundo. Surgiu sendo contrário à linha adotada por Nikita Khrushchov na antiga União Soviética e reivindicando o legado de Josef Stalin. Nos anos 1960, adotou a linha maoista (alinhando-se com o Partido Comunista da China) e passa a praticar a tática de guerrilhas (o PCdoB é famoso pela atuação na Guerrilha do Araguaia). Em 1978, por razões de segurança, passou a reivindicar o comunismo da Albânia (Hoxhaísmo).
O PCdoB mantém o portal Vermelho, publica o jornal A Classe Operária e a revista Princípios, através da Editora Anita Garibaldi e, internacionalmente, é membro do Foro de São Paulo. No movimento estudantil, organiza-se na União da Juventude Socialista (UJS) e na Juventude Pátria Livre (JPL) e, no movimento sindical, organiza-se pela Central dos Trabalhadores e Trabalhadoras do Brasil (CTB). Em abril de 2025 o partido contava com 388.108 filiados.

## História

### Antecedentes e fundação
Nos dias 25, 26 e 27 de março de 1922, grupos regionais admiradores da Revolução Russa (1917) se reuniram em Niterói para fundar o então denominado Partido Comunista do Brasil com a sigla PCB; tal encontro é considerado o primeiro congresso do partido. Na metade de 1924, o V Congresso da Internacional Comunista (ou III Internacional) admitiu o PCB como sua seção brasileira oficial.
O V Congresso do Partido Comunista do Brasil realizou-se em setembro de 1960 sob influência da maré política mundial aprovada no XX Congresso do Partido Comunista da União Soviética em 1956 em Moscou. O embate no PCB se deu entre a maioria da direção, favorável à posição de Kruschev, e entre os chamados "stalinistas". Assim, foram retirados da Comissão Executiva João Amazonas, Maurício Grabois, Diógenes Arruda e Sérgio Holmos, acusados de resistir às mudanças nos métodos de direção e na linha política. Todos foram tachados de stalinistas, e também de “dogmáticos e sectários”.

Graças às mudanças, Prestes conseguiu aprovar sem maiores dificuldades, as novas teses, como a famosa Declaração de Março publicada em 1958 pelo Comitê Central, criticada por Grabois e Amazonas. A direção partidária, eleita em 1960, mudou o nome do partido de Partido Comunista do Brasil para Partido Comunista Brasileiro, mantendo a sigla PCB. Entre outras alterações efetuadas incluiu-se a retirada dos estatutos e do programa de toda referência ao internacionalismo proletário, ao marxismo-leninismo e ao objetivo final: o comunismo.

A foice e martelo, símbolo da união do campesinato com o proletariado urbano, é um símbolo oficial do PCdoB, bem como do Movimento Comunista Internacional.

Em dezembro de 1961, o jornal Novos Rumos publicou notas de diversos Comitês Estaduais informando as expulsões de João Amazonas, Pedro Pomar, Maurício Grabois, Ângelo Arroyo, Carlos Danielli, Calil Chade, José Duarte, entre outros. Alguns membros sancionados chegaram a afirmar que eram membros do Partido Comunista do Brasil e não do Partido Comunista Brasileiro, portanto, não poderiam ser expulsos.[carece de fontes?]
No dia 18 de fevereiro de 1962 realizou-se na Rua do Manifesto, bairro do Ipiranga, a 5ª Conferência (extraordinária) visando a reorganizar o Partido Comunista do Brasil. Ali se aprovou o Manifesto-Programa e o relançamento do jornal A Classe Operária, que estava registrado no nome do Maurício Grabois

### Década de 1960
Enquanto o PCB abandonava definitivamente a figura de Stálin, o PCdoB manteve o ex-líder soviético como uma de suas referências teóricas (ao lado de Marx, Engels e Lênin). Na mesma época, a crise entre a União Soviética e a China atingiu o seu auge, quando o líder chinês Mao Tse Tung criticou o processo de desestalinização em curso na União Soviética, e acusou Khruschev de desvios "oportunistas" e "reformistas". [carece de fontes?]

Como a direção do PCB mantinha-se rigidamente fiel a Moscou, a cisão de Mao com o restante do movimento comunista atraiu a simpatia do PCdoB, que enviou emissários a Beijing para formalizar a vinculação ideológica com as novas diretrizes ideológicas do Partido Comunista da China. Dentre esses emissários, estava o então presidente exilado do partido, João Amazonas, que foi recebido pelo próprio Mao Tsé Tung. A partir de então, o partido passou a aproximar-se progressivamente dos postulados maoistas, considerando apenas a China Popular e a Albânia como países comunistas, e que os demais tinham retrocedido a uma diretriz revisionista e não mais revolucionária.

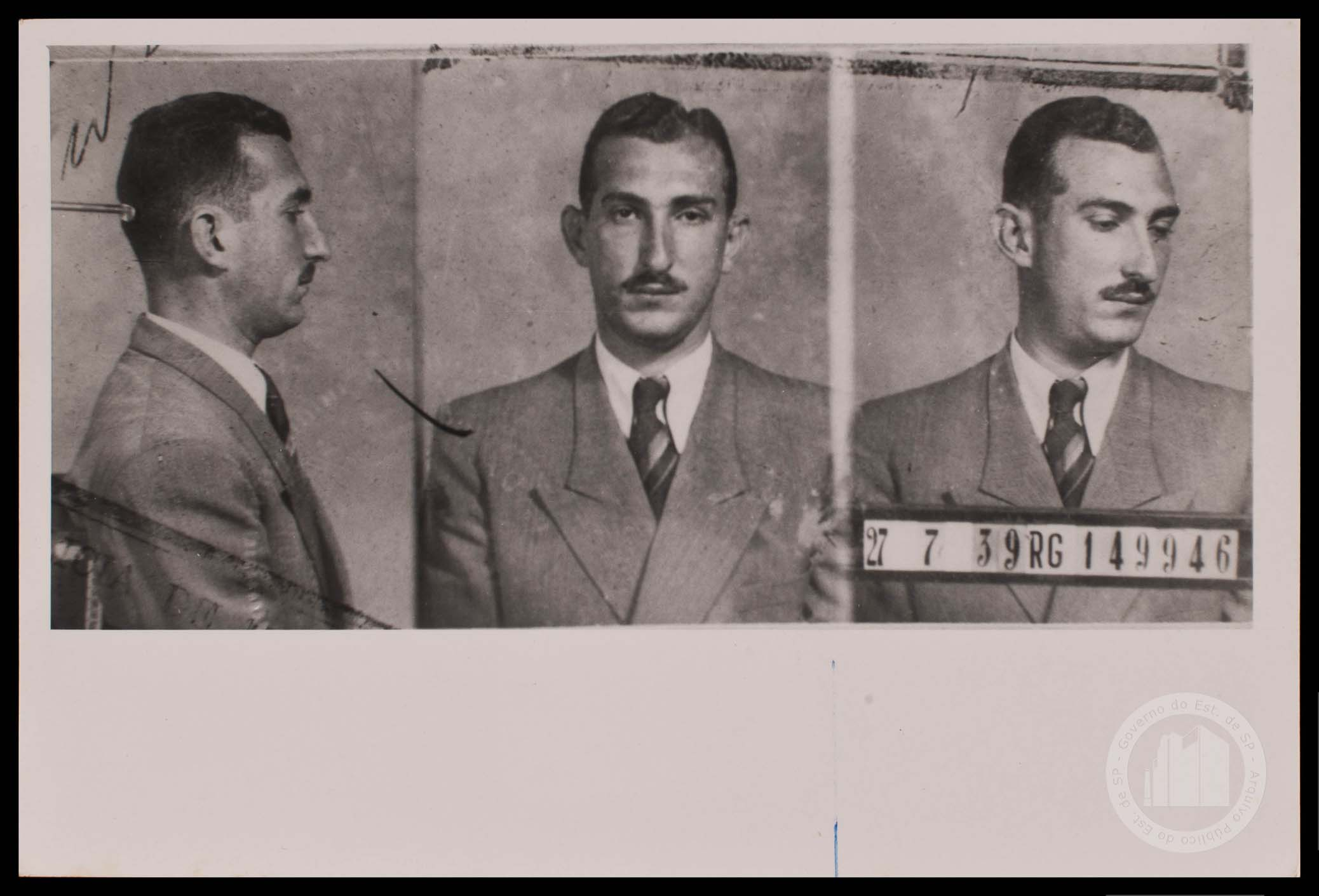
Maurício Grabois foi um importante militante do PCdoB e líder da Guerrilha do Araguaia até ser morto em 1973.

Porém, a adesão ao maoismo incluiu uma mudança nas estratégias seguidas pelo PCdoB. Seguindo o princípio da Guerra Popular Prolongada, o PCdoB assumiu o compromisso de transferir seus quadros para o campo, iniciando a formação de um exército camponês. Essa concepção de luta revolucionária contrastava tanto com as táticas tradicionais do PCB (que, fiel ao "caminho pacífico, se opôs à luta armada contra a Ditadura) quanto com o foquismo de novas forças como a Ação Libertadora Nacional (ALN) e o Movimento Revolucionário Oito de Outubro (MR-8), que priorizavam a guerrilha urbana e o foco como forma de combater o governo militar estabelecido em 1964. [carece de fontes?]
A adesão definitiva do PCdoB ao maoismo deu-se em 1966, em seu VI Congresso. No ano seguinte, o partido elaborou uma declaração de apoio à Revolução Cultural em curso na China. Em 1966, o PCdoB sofreu duas cisões internas: a Ala Vermelha do PCdoB (favorável à tática foquista) e o Partido Comunista Revolucionário (PCR).

### Década de 1970
Desde 1966, o PCdoB buscava a formação de um núcleo de guerrilha no campo. A área escolhida para a irradiação do futuro exército camponês (seguindo as linhas maoistas) foi a região sul do Pará, próximo à divisa com Tocantins. Estima-se que o partido reuniu de 70 a 80 guerrilheiros na área, sob o comando militar do ex-militar Osvaldo Orlando da Costa (Osvaldão) e sob o comando máximo de Maurício Grabois (então comandante em chefe da guerrilha).[carece de fontes?]
A maior parte dos efetivos da coluna guerrilheira do PCdoB (sob o nome de "Força Guerrilheira do Araguaia") era composta por estudantes secundaristas ou universitários, organizados em torno da União da Juventude Patriótica (UJP, braço juvenil do partido), profissionais liberais e operários vindos principalmente de São Paulo e Minas Gerais. Como era pequena a adesão entre os habitantes locais, o partido criou a União pela Liberdade e pelos Direitos do Povo (ULDP), cujo manifesto continha a base programática da guerrilha.[carece de fontes?]
Em 1971, unidades do Exército descobriram a localização do núcleo guerrilheiro e foram mobilizadas a fim de isolar a área, impedindo que sua atuação se alastrasse em direção ao norte da Amazônia. As operações de repressão à guerrilha tiveram início em 1972, com três expedições militares que mobilizaram 25 mil soldados. Sendo repelidas as duas primeiras, a terceira expedição derrotou os últimos focos de resistência. A maior parte dos guerrilheiros morreu em choque com as forças do Exército, incluindo Osvaldão e Maurício Grabois, que morreu em confronto com o Exército em 25 de dezembro de 1973. A derrota do Araguaia comprometeu a organização partidária, mas consagrou o mito da guerrilha, reconhecida como a mais efetiva experiência de luta armada à Ditadura. A maior parte dos mortos na repressão do regime militar entre 1964 e 1979 foi de militantes do PCdoB.[carece de fontes?]
Desde o final da década anterior, a Ação Popular Marxista-Leninista (APML), um grupo oriundo da esquerda católica, tinha adotado a ideologia maoista e se aproximado do PCdoB. A fusão dos dois grupos foi realizada em 1975, após o fim da luta armada. O PCdoB também atraiu egressos do Partido Comunista Brasileiro Revolucionário (PCBR) e Movimento Revolucionário Oito de Outubro (MR-8).
Em 16 de dezembro de 1976, o DOI-CODI invadiu uma casa na rua Pio XI, em São Paulo, assassinou, no local, Pedro Pomar e Ângelo Arroyo, matou, na tortura, João Batista Franco Drummond, e manteve presos até a Anistia, Wladimir Pomar (filho de Pedro), Aldo Arantes, Haroldo Lima e Elza Monnerat (os dois, egressos da AP), no episódio conhecido como o Massacre ou Chacina da Lapa. Num clima onde a oposição começava a ganhar força, a imprensa noticiou o crime, que chocou e comoveu, dentro e fora do Brasil. A direção do Partido, duramente atingida, funcionou até a Anistia com base num núcleo no exílio. [carece de fontes?]
Anos mais tarde, descobriu-se que a operação contara com a ajuda de um delator preso naquele ano, o dirigente do PCdoB Manoel Jover Teles (ex-membro do CC do PCB e ex-PCBR), que foi expulso do partido em 1983.[carece de fontes?]
Desfalcado de seus principais quadros, o PCdoB começou a se reorganizar com quadros vindos da AP e a liderança pessoal de João Amazonas, que junto com Diógenes Arruda eram os últimos remanescentes do grupo que reconstruiu do Partido em 1943 na Conferência da Mantiqueira, em pleno Estado Novo, e em 1962. A morte de Arruda (em 1979) deixou Amazonas como a liderança máxima do PCdoB até sua morte.[carece de fontes?]
O fracasso da guerrilha camponesa e a nova política adotada pela China a partir da morte de Mao, em 1976, levaram o PCdoB a romper totalmente com o maoismo. Em 1978, o partido acompanhou Enver Hoxha na sua crítica aos dirigentes chineses e passou a considerar apenas a Albânia como país socialista, na condição de último baluarte do stalinismo. [carece de fontes?]
Nesse período, uma cisão interna do PCdoB deu origem ao Partido Revolucionário Comunista (PRC), liderado por José Genoíno e Tarso Genro, e que mais tarde se juntaria ao Partido dos Trabalhadores (PT), ao lado da Ala Vermelha.
A adoção da linha albanesa não significou a radicalização da política do PCdoB. Em 1978, toda a esquerda tinha ação institucional através do Movimento Democrático Brasileiro (MDB), de oposição moderada ao governo militar. O PCdoB retomou seu espaço parlamentar e elegeu seus primeiros deputados sob a clandestinidade. [carece de fontes?]
Em 1979, com a Abertura política e a concessão da Anistia, o PCdoB encontrou um ambiente favorável à sua penetração no sindicalismo e nas organizações estudantis. João Amazonas regressou do exílio em 1979, e Diógenes Arruda Câmara morreu de infarto no carro, a caminho de um ato político. A refundação da UNE (1979), com Aldo Rebelo, marcou o início da hegemonia do partido na entidade universitária (que se mantém desde então, salvo no biênio 1987-1988).[carece de fontes?]

### Década de 1980
O VI Congresso foi realizado em 1983, logo após a conquista da anistia, numa conjuntura de luta pela democratização do país. Aconteceu na semiclandestinidade. O Congresso analisou as mudanças estruturais e políticas ocorridas na sociedade brasileira nas últimas décadas. Fez o balanço da atividade comunista durante a ditadura militar – incluindo a análise da experiência da Guerrilha do Araguaia e da luta pelas bandeiras da "Anistia ampla, geral e irrestrita", "Fim dos atos e leis de exceção" e "Convocação da Constituinte democrática, livre e soberana". E preparou o Partido para a retomada da legalidade e da legitimidade.
Em 1984, o PCdoB fundou a União da Juventude Socialista (UJS), seu braço juvenil. No sindicalismo, o PCdoB adotou inicialmente uma política de aliança com os sindicalistas ligados ao PCB, aderindo em 1983 à CONCLAT, que incluía também moderados e não marxistas. Dessa forma, o partido se opôs à Central Única dos Trabalhadores (braço sindical do PT). Em 1984, o PCdoB integrou-se ao movimento das Diretas Já (formado por todos os partidos de oposição), e no ano seguinte, com a derrota da emenda Dante de Oliveira, procurou Tancredo Neves buscando convencê-lo a lançar-se candidato no Colégio eleitoral, no que coincidiam com o PCB e o MR8, que consideravam a candidatura decisiva para a redemocratização e a legalização dos partidos de esquerda, com exceção do PT, já legalizado já em 1980.[carece de fontes?]
Nas eleições para a Assembleia Nacional Constituinte de 1987, o PCdoB elegeu seis deputados federais, incluindo Haroldo Lima e Aldo Arantes. Destes, três foram originalmente eleitos pela legenda do PMDB, com o qual permanecia aliado, fazendo parte da base de sustentação do governo José Sarney. Na Constituinte, o PCdoB foi o único partido a votar contra a menção a Deus na Constituição.
A crise social e econômica que se seguiu ao Plano Cruzado (1987) levou o PCdoB a romper com o PMDB. Em seu lugar, buscou uma aproximação cada vez maior com o PT e o PSB. Em 1988, os sindicalistas do PCdoB romperam com a CGT e formaram a Corrente Sindical Classista, que em seguida integrou-se à Central Única dos Trabalhadores.
Ocorreu em maio de 1988, em São Paulo, o VII Congresso do partido. Legalizado desde 1985, estava em expansão e crescimento. No plano mundial, começava o fim da União Soviética. Foi examinada a reestruturação partidária na vida legal e desmascarados os objetivos anticomunistas da Perestroika russa e o papel de Mikhail Gorbatchev. No âmbito nacional, explicitou que o Brasil estava sob uma encruzilhada histórica: ou trilhava por um caminho de soberania e desenvolvimento nacional, ou se aprofundaria na lama da submissão e da dependência. Seus documentos e resoluções estão no livro "A política revolucionária do PCdoB".
Em 1989, junto com o Partido Socialista Brasileiro (PSB), o PCdoB apoiou a candidatura de Lula à presidência, derrotada por Fernando Collor de Melo no segundo turno.

### Década de 1990
Junto com o PT, o PCdoB também fez oposição acirrada ao governo Fernando Collor. O PCdoB defendeu, já em 1991, o seu afastamento, que ocorreria em setembro de 1992 com grandes mobilizações estudantis e participação da UJS, à frente juntamente da União Brasileira dos Estudantes Secundaristas (UBES) e da União Nacional dos Estudantes (UNE). Nessa ocasião, destacou-se a liderança pessoal de Lindberg Farias, então presidente da UNE e militante do PCdoB.[carece de fontes?]
Paralelamente à adoção de uma postura mais radical internamente, o PCdoB começou a perder suas referências externas. Em 1990, um ano após a queda do Muro de Berlim, também o regime albanês desmoronou e com ele o stalinismo entrou em crise. Partidos comunistas de vários países chegavam à autodissolução. O principal reflexo dessas mudanças foi a decisão do PCdoB, no seu 8.º congresso, em 1992, com o lema O Socialismo Vive, de deixar de citar Stalin como um dos "clássicos" do marxismo. O PCdoB analisou a experiência soviética e voltou-se mais para a realidade e as especificidades brasileiras. Foi adotada resolução política apontando o socialismo como o objetivo da luta dos comunistas no Brasil. O país vivia o começo da aplicação do neoliberalismo, iniciada pelo governo Fernando Collor e depois retomada e desenvolvida pelo governo Fernando Henrique Cardoso.[carece de fontes?]
Essa decisão abriu ideologicamente o partido e permitiu a incorporação de novos militantes. O PCdoB retomou os vínculos com Cuba. Em 1995, na sua 8ª conferência, o partido aprovou seu Programa Socialista. Vários intelectuais comunistas anteriormente ligados ao PCB (como Nelson Werneck Sodré e Edgard Carone) aproximaram-se do PCdoB. Nesse período, com a queda do campo socialista no leste europeu, o PCdoB passou a considerar a vigência de uma fase "defensiva estratégica", ou seja, um período de retração das ideias socialistas e de necessidade de acumulação de forças para avançar a uma etapa de ofensiva.[carece de fontes?]
Em outubro de 1997, em São Paulo, ocorreu o IX Congresso do partido, no apogeu da globalização neoliberal. Os comunistas concentraram-se na construção de uma ampla frente visando a derrotar o neoliberalismo – enfrentar a escalada neoliberal construindo ampla frente oposicionista nacional, democrática e popular – e abrir caminho para o socialismo. Teve início a definição do tipo de partido revolucionário que é preciso construir, de princípios e feição moderna. Do Congresso, saiu o livro "União do povo contra o neoliberalismo: documentos do 9.º Congresso do PCdoB".

### Década de 2000
Entre 9 e 12 de dezembro de 2001, no Rio de Janeiro, foi realizado o X Congresso do partido. Foi a maior reunião de comunistas brasileiros. Contou com a participação de 32 representantes de partidos e organizações estrangeiras, dezenas de convidados e 821 delegados. Nele, foi eleito Renato Rabelo para substituir João Amazonas na Presidência do Partido. Amazonas, às vésperas de completar 90 anos (em 1.º de janeiro de 2002), passou a ser presidente de honra. O Congresso debateu alternativas ao neoliberalismo, a eleicão de 2002, a luta pela paz mundial.
Com a vitória de Lula nas eleições de 2002, o PCdoB, pela primeira vez, passou a fazer parte do governo federal, ocupando a pasta dos Esportes com Agnelo Queiroz. Essa participação foi ampliada em 2004, com a indicação de outro deputado, Aldo Rebelo, para a Coordenação Política do governo (que deixaria no ano seguinte para voltar ao Congresso e ser eleito presidente da Câmara dos Deputados). O PCdoB também conseguiu obter participação no Senado, com a filiação, por um breve período, do senador Leomar Quintanilha (ex-PMDB). Em setembro de 2005 o partido obtém a Presidência da Câmara Federal com o deputado Aldo Rebelo tendo apoio dos governistas e de parte da oposição.
Nas eleições de 2006, o PCdoB participou da aliança pela reeleição do presidente Lula. O partido elegeu Inácio Arruda como senador pelo Ceará com quase dois milhões de votos. A primeira eleição de um senador comunista depois de Luis Carlos Prestes, em 1946. Em 13 de novembro de 2006, Aldo Rebelo assumiu por um dia a Presidência da República. O partido abandonou a Central Única dos Trabalhadores no final de 2007 para, junto com o Partido Socialista Brasileiro (PSB) e outras correntes independentes no movimento sindical, fundarem a Central dos Trabalhadores e Trabalhadoras do Brasil (CTB).

Em outubro de 2005, em Brasília, ocorreu o XI Congresso Nacional do PCdoB. Reuniu cerca de 1.400 pessoas de todas as unidades federativas, dos quais 1.100 delegados, bem como 80 convidados estrangeiros. O Congresso aconteceu num momento de crescimento, de firmação do Partido, que completava 20 anos de legalidade. No evento, Lula elogiou a lealdade do PCdoB e Renato Rabelo foi reeleito presidente da sigla.

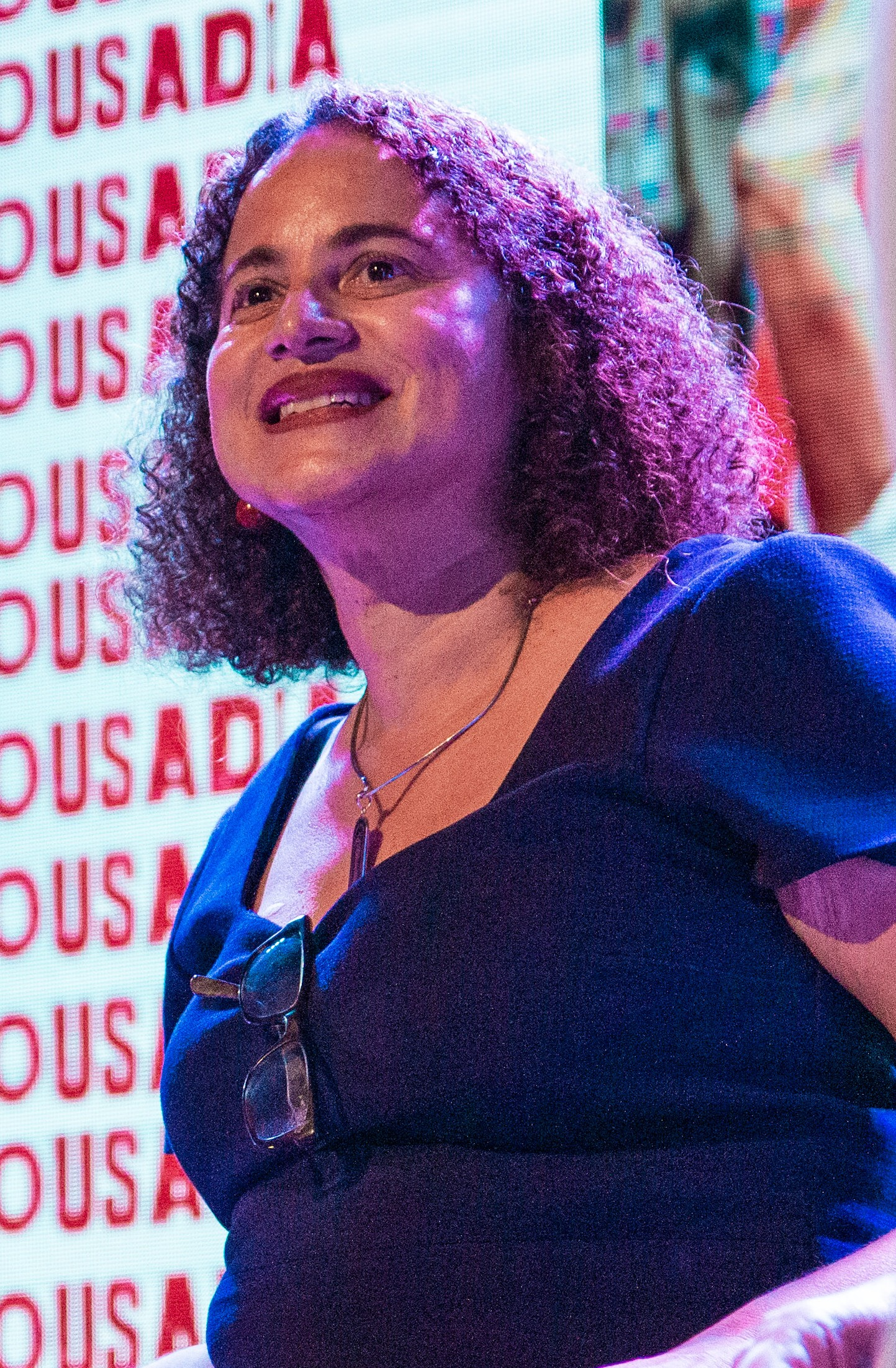
Luciana Santos, atual presidente do PCdoB.

Em outubro de 2008, o partido teve a sua maior ampliação nas eleições municipais, elegendo 40 prefeitos(as), entre os quais Edvaldo Nogueira, em Aracaju, e outras cidades como Olinda (PE), Juazeiro (BA) e Maranguape (CE). Em novembro o PCdoB foi anfitrião do 10º Encontro Internacional de Partidos Comunistas e Operários, reunindo 65 partidos comunistas e operários de todo o mundo, evento até então inédito na América Latina.
Em novembro de 2009, em São Paulo, ocorreu o XII Congresso Nacional. O evento fez uma avaliação das consequências da grande crise do capitalismo em um mundo em transição quanto ao sistema de poder internacional, que conduzia a uma nova realidade de forças mundial. Considerou o grande embate eleitoral de 2010 no contexto da luta no Brasil contra o neoliberalismo, em busca de uma alternativa para o país frente à crise e pela construção de um projeto de afirmação nacional, com desenvolvimento, soberania, integração regional, democratização política e social e defesa do meio ambiente. E aprovou um novo programa Socialista para o Brasil, como também alterações no estatuto partidário, além de resoluções políticas.

### Década de 2010
O XIII Congresso foi realizado em novembro de 2013, na cidade de São Paulo. As discussões se deram sobre as crises nas esferas internacional e nacional, no balanço dos governos Lula e Dilma, sobre as eleições de 2014 e o projeto de eleger Flávio Dino governador do Maranhão.

Em maio de 2015, durante a X Conferência Nacional, a deputada Luciana Santos foi eleita presidente do partido.

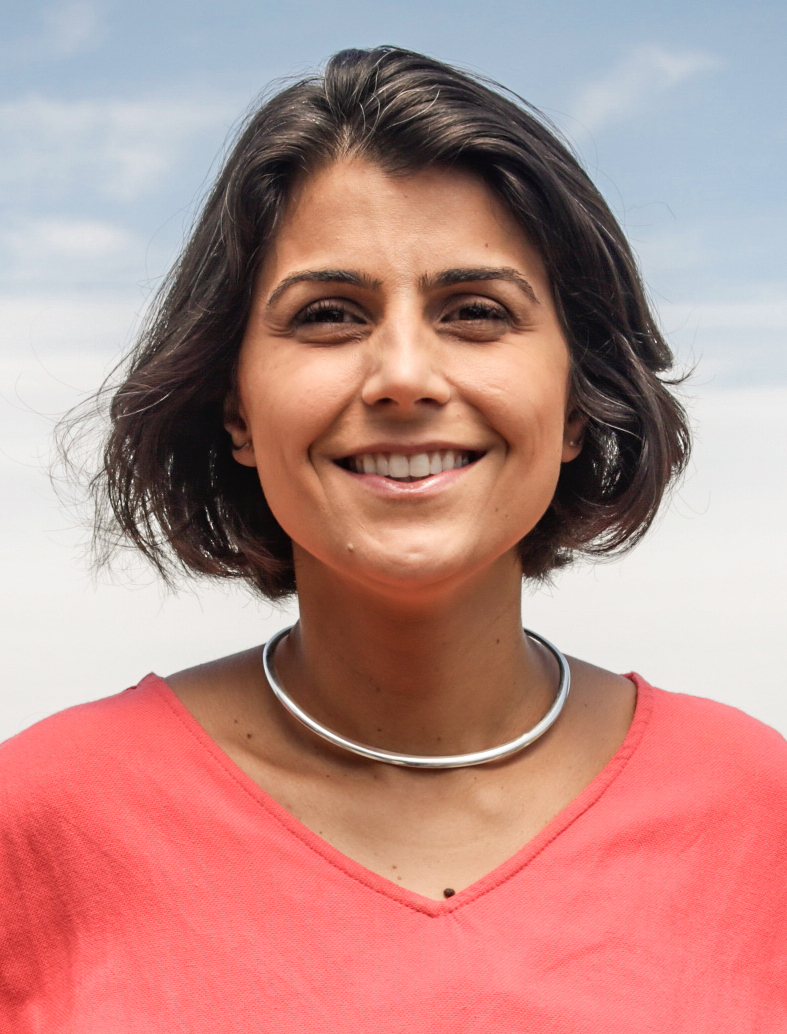
Manuela d'Ávila, que conseguiu chegar ao 2° turno nas eleições municipais de 2020, em Porto Alegre.

Foi realizado entre 17 e 19 de novembro de 2017, em Brasília. O Congresso teve como principais objetivos a aprovação de uma resolução política que guiará o partido nos próximos anos; a eleição da nova Direção Nacional do PCdoB, onde a deputada pernambucana Luciana Santos acabou reconduzida à presidência do partido; e a aprovação da pré-candidatura de Manuela d'Ávila à Presidência da República, para as eleições de 2018.

### Década de 2020
O PCdoB teve uma grande decaída durante as eleições municipais de 2020, de 86 eleitos em 2016, para 46 prefeitos eleitos em 2020, a região que mais elegeram os candidatos do PCdoB foi a região Nordeste, nos estados da Bahia e o Maranhão. Dentre as capitais e cidades maiores, a candidata que mais chegou longe foi Manuela d'Ávila, que foi ao segundo turno das eleições de Porto Alegre. Em uma disputa acirrada, Manuela  conseguiu 45,37% dos votos, perdendo para Sebastião Melo, que teve 54,63% dos votos. Outro candidato que não conseguiu se eleger foi João Paulo, por Olinda. Ainda no primeiro turno, João foi derrotado com os 63,62% do Professor Lupércio, contra 23,32% do próprio.
Em 2021, Flávio Dino, único governador eleito pelo PCdoB em 2018, anunciou a sua saída do partido após 15 anos de filiação.
O 15º Congresso Nacional do PCdoB ocorreu em outubro de 2021 e reconduziu Luciana Santos na presidência do partido pelos próximos quatro anos. O evento foi nomeado “Haroldo Lima” em homenagem ao histórico dirigente comunista falecido neste ano em decorrência da Covid-19 e marcou os preparativos para o centenário do partido. No evento, foi aprovada também uma resolução política com foco no fortalecimento da agremiação e na luta pela construção de uma frente ampla para isolar e derrotar o governo Bolsonaro.

## Organização
| UF | Deputados(as) e legislaturas                                   | Imagem            |
| --- | -------------------------------------------------------------- | ----------------- |
| BA | Alice Portugal 52.ª, 53.ª, 54.ª, 55.ª, 56.ª, 55.ª, 57.ª        | Alice Portugal    |
| BA | Daniel Almeida 52.ª, 53.ª, 54.ª, 55.ª, 56.ª, 55.ª, 57.ª        | Daniel Almeida    |
| MA | Márcio Jerry 56.ª, 57.ª                                        | Márcio Jerry      |
| PE | Renildo Calheiros 49.ª, 52.ª, 53.ª, 55.ª, 56.ª, 57.ª           | Renildo Calheiros |
| RJ | Enfermeira Rejane + 57.ª                                       | Rejane de Almeida |
| RJ | Jandira Feghali 49.ª, 50.ª, 51.ª, 52.ª, 54.ª, 55.ª, 56.ª, 57.ª | Jandira Feghali   |
| SP | Orlando Silva + 55.ª, 56.ª, 57.ª                               | Orlando Silva     |
| RS | Daiana Santos 57.ª                                             | Daiana Santos     |
| Observações: Em 2022, o PCdoB elegeu 6 deputados federais. Nomes marcados com o símbolo + são suplentes em exercício ou efetivados. Orlando Silva (SP) assumiu o mandato com a ida do deputado Alexandre Padilha (PT) para o Ministério das Relações Institucionais. Rejane de Almeida (RJ) foi efetivada em 2024 com a renúncia de Washington Quaquá (PT), eleito prefeito de Maricá. |                                                                |                   |

| UF | Deputado(a)       | UF | Deputado(a)           |
| --- | ----------------- | -- | --------------------- |
| AC | Edvaldo Magalhães | TO | Ivory de Lira         |
| BA | Bobô              | MG | Celinho do Sinttrocel |
| BA | Fabrício Falcão   | PB | Inácio Falcão         |
| BA | Olívia Santana    | PE | João Paulo Costa      |
| BA | Zó                | PI | Elisângela Moura +    |
| CE | Alysson Aguiar    | RJ | Dani Balbi            |
| MA | Ana do Gás        | RJ | Lilian Behring +      |
| MA | Júlio Mendonça    | RS | Bruna Rodrigues       |
| MA | Ricardo Rios      | SP | Leci Brandão          |
| MA | Rodrigo Lago      |    |                       |
| Observações: Em 2022, o PCdoB elegeu 18 deputados estaduais. Nomes marcados com o símbolo + são suplentes em exercício ou efetivados. Othelino Neto (MA) foi eleito pelo PCdoB mas deixou o partido em 2024. Lilian Behring (RJ) foi efetivada em 2024 com a renúncia de Andrezinho Ceciliano (PT). Elisângela Moura (RJ) assumiu a cadeira em 2023 em razão do afastamento de Janaína Marques (PT). |                   |    |                       |

| Data      | Filiados | Crescimento anual | Crescimento anual |
| --------- | -------- | ----------------- | ----------------- |
| dez./2006 | 187.247  | —                 | —                 |
| dez./2007 | 228.155  | 40.908            | +22%              |
| dez./2008 | 237.708  | 9.553             | +4%               |
| dez./2009 | 232.289  | 5.419             | -2%               |
| dez./2010 | 270.666  | 38.377            | +17%              |
| dez./2011 | 327.438  | 56.772            | +21%              |
| dez./2012 | 339.439  | 12.001            | +4%               |
| dez./2013 | 353.408  | 13.969            | +4%               |
| dez./2014 | 356.679  | 3.271             | +1%               |
| dez./2015 | 369.578  | 12.899            | +4%               |
| dez./2016 | 391.985  | 22.407            | +6%               |
| dez./2017 | 394.852  | 2.867             | +0,7%             |
| dez./2018 | 397.452  | 2.600             | +0,6%             |
| dez./2019 | 413.681  | 16.229            | +4%               |
| dez./2020 | 415.412  | 1.731             | +0,5%             |
| dez./2021 | 409.425  | 5.987             | -1,4%             |
| dez./2022 | 402.430  | 6.995             | -1,7%             |
| dez./2023 | 393.837  | 8.593             | -2,1%             |
| set./2024 | 391.518  | 2.319             | −0,59%            |

| Foto | Nome           | Mandato | Mandato |
| Foto | Nome           | Início  | Fim     |
| ---- | -------------- | ------- | ------- |
|      | João Amazonas  | 1962    | 2001    |
|      | Renato Rabelo  | 2001    | 2015    |
|      | Luciana Santos | 2015    | atual   |

### Cisões
| Partido Comunista do Brasil (PCB) 1922–1961 | Partido Comunista Brasileiro (PCB) 1961–1992 | Partido Comunista Brasileiro (PCB) 1961–1992   |                                                  | Partido Popular Socialista (PPS) 1992–2019 | Partido Popular Socialista (PPS) 1992–2019        | Partido Popular Socialista (PPS) 1992–2019 | Cidadania 2019–presente |
| Partido Comunista do Brasil (PCB) 1922–1961 | Partido Comunista Brasileiro (PCB) 1961–1992 | Partido Comunista Brasileiro (PCB) 1961–1992   | Partido Comunista (PC) 1992–1993                 |                                            |                                                   |                                            |                         |
| Partido Comunista do Brasil (PCB) 1922–1961 | Partido Comunista Brasileiro (PCB) 1961–1992 | Partido Comunista Brasileiro (PCB) 1961–1992   | Partido Comunista Brasileiro (PCB) 1993–presente |                                            |                                                   |                                            |                         |
| Partido Comunista do Brasil (PCB) 1922–1961 | Liga Comunista Internacionalista (LCI)       |                                                |                                                  |                                            |                                                   |                                            |                         |
| Partido Comunista do Brasil (PCB) 1922–1961 | Partido Operário Leninista (POL)             |                                                |                                                  |                                            |                                                   |                                            |                         |
| Partido Comunista do Brasil (PCB) 1922–1961 | Partido Socialista Revolucionário (PSR)      |                                                |                                                  |                                            |                                                   |                                            |                         |
| Partido Comunista do Brasil (PCB) 1922–1961 |                                              |                                                |                                                  |                                            | Partido Comunista do Brasil (PCdoB) 1962–presente |                                            |                         |
| Partido Comunista do Brasil (PCB) 1922–1961 |                                              | Movimento Revolucionário Oito de Outubro (MR8) |                                                  | Partido Pátria Livre (PPL) 2009–2019       |                                                   |                                            |                         |

- Partido Comunista Revolucionário - PCR (1966) - O PCR foi uma cisão do PCdoB ocorrida em 1966, quatro anos após a reorganização do Partido Comunista do Brasil. Foi formado por alguns militantes do movimento estudantil e alguns ativistas das Ligas Camponesas. Seus militantes, em 2016, fundaram o partido Unidade Popular (Brasil).[77]
- Ala Vermelha do PCdoB (1966) - Favorável à tática foquista, a Ala Vermelha foi uma das cisões surgidas do Partido Comunista do Brasil (PCdoB) em 1966.[78][79][80]
- Partido Revolucionário Comunista - PRC (1979) - O Partido Revolucionário Comunista (PRC) foi uma cisão do PCdoB ocorrida em 1979. Essa organização política brasileira atuou de 1980 a 1989, e participou da fundação do Partido dos Trabalhadores (PT) junto à Ala Vermelha.[38] Hoje em dia, funciona como tendência interna do PT, com o nome de Democracia Radical (DR); a qual é fruto de uma fusão com outra tendência interna do Partido dos Trabalhadores, a Tendência Marxista (TM).

## Desempenho eleitoral
| Legislatura     | Bancada  | %    | ± |
| --------------- | -------- | ---- | - |
| 48ª (1987–1991) | 3 / 494  | 0,60 | 3 |
| 49ª (1991–1995) | 5 / 503  | 0,99 | 2 |
| 50ª (1995–1999) | 10 / 513 | 1,94 | 5 |
| 51ª (1999–2003) | 7 / 513  | 1,36 | 3 |
| 52ª (2003–2007) | 12 / 513 | 2,33 | 5 |
| 53ª (2007–2011) | 13 / 513 | 2,53 | 1 |
| 54ª (2011–2015) | 15 / 513 | 2,92 | 2 |
| 55ª (2015–2019) | 10 / 513 | 1,94 | 5 |
| 56ª (2019–2023) | 9 / 513  | 1,75 | 1 |
| 57ª (2023–2027) | 6 / 513  | 1,16 | 3 |

Os números das bancadas representam o início de cada legislatura, desconsiderando, por exemplo, parlamentares que tenham mudado de partido posteriormente.

### Eleições estaduais
| Participação e desempenho do PCdoB nas eleições estaduais de 2022 |                                         |                                         | |                                                                                   | |
| Candidatos majoritários eleitos (5 governadores e 8 senadores). Em negrito estão os candidatos filiados ao PCdoB durante a eleição. Os cargos obtidos na Câmara Federal e nas Assembleias Legislativas são referentes às coligações proporcionais que o PCdoB compôs. Tais coligações não são necessariamente iguais às coligações majoritárias e geralmente são menores. Não estão listados os futuros suplentes empossados. \| UF \| Candidatos(as) a Governador(a) e a Vice \| Candidatos(as) a Senadores(as) \| Coligação majoritária (governo e senado) \| Deputados(as) federais eleitos(as) \| Deputados(as) estaduais eleitos(as) \| \| -- \| --------------------------------------- \| --------------------------------------- \| ---------------------------------------------------------------------------------------------------------------------------- \| --------------------------------------------------------------------------------- \| ------------------------------------------------------------------------------------------------------------------------------------------------- \| \| AC \| Jorge Viana (PT) \| Nazareth Araújo (PT) \| FE Brasil (PCdoB/PT/PV) \| ninguém \| Edvaldo Magalhães (PCdoB) \| \| AC \| Marcus Alexandre (PT) \| Nazareth Araújo (PT) \| FE Brasil (PCdoB/PT/PV) \| ninguém \| Edvaldo Magalhães (PCdoB) \| \| AL \| Paulo Dantas (MDB) \| Renan Filho (MDB) \| FE Brasil (PCdoB/PT/PV) / MDB / PDT / PSC / Solidariedade \| 1 PT, 1 PV \| 1 PT, 1 PV \| \| AL \| Ronaldo Lessa (PDT) \| Renan Filho (MDB) \| FE Brasil (PCdoB/PT/PV) / MDB / PDT / PSC / Solidariedade \| 1 PT, 1 PV \| 1 PT, 1 PV \| \| AM \| Eduardo Braga (MDB) \| Omar Aziz (PSD) \| FE Brasil (PCdoB/PT/PV) / MDB / PSD \| 2 PSD \| 1 MDB, 1 PT, 1 PV \| \| AM \| Anne Moura (PT) \| Omar Aziz (PSD) \| FE Brasil (PCdoB/PT/PV) / MDB / PSD \| 2 PSD \| 1 MDB, 1 PT, 1 PV \| \| AP \| ninguém \| João Capiberibe (PSB) \| FE Brasil (PCdoB/PT/PV) / PSB / Fed. PSOL REDE \| ninguém \| 2 REDE, 1 PT, 1 PV \| \| BA \| Jerônimo Rodrigues (PT) \| Otto Alencar (PSD) \| FE Brasil (PCdoB/PT/PV) / MDB / PSD / PSB / Avante \| Daniel Almeida (PCdoB) Alice Portugal (PCdoB) 7 PT, 6 PSD, 1 MDB, 1 PSB, 1 Avante \| Olívia Santana (PCdoB) Bobô (PCdoB) Fabrício (PCdoB) Zó (PCdoB) 9 PT, 9 PSD, 2 MDB, 2 PSB, 1 Avante, 1 PV \| \| BA \| Geraldo Junior (MDB) \| Otto Alencar (PSD) \| FE Brasil (PCdoB/PT/PV) / MDB / PSD / PSB / Avante \| Daniel Almeida (PCdoB) Alice Portugal (PCdoB) 7 PT, 6 PSD, 1 MDB, 1 PSB, 1 Avante \| Olívia Santana (PCdoB) Bobô (PCdoB) Fabrício (PCdoB) Zó (PCdoB) 9 PT, 9 PSD, 2 MDB, 2 PSB, 1 Avante, 1 PV \| \| CE \| Elmano de Freitas (PT) \| Camilo Santana (PT) \| FE Brasil (PCdoB/PT/PV) / MDB / PP / Solidariedade / Fed. PSOL REDE / PRTB \| 3 PT, 1 MDB, 1 PP \| Alysson Aguiar (PCdoB) 8 PT, 3 MDB, 3 PP, 1 PSOL \| \| CE \| Jade Romero (MDB) \| Camilo Santana (PT) \| FE Brasil (PCdoB/PT/PV) / MDB / PP / Solidariedade / Fed. PSOL REDE / PRTB \| 3 PT, 1 MDB, 1 PP \| Alysson Aguiar (PCdoB) 8 PT, 3 MDB, 3 PP, 1 PSOL \| \| DF \| Leandro Grass (PV) \| Rosilene Corrêa (PT) \| FE Brasil (PCdoB/PT/PV) \| 1 PT, 1 PV \| 3 PT \| \| DF \| Olgamir Amancia (PCdoB) \| Rosilene Corrêa (PT) \| FE Brasil (PCdoB/PT/PV) \| 1 PT, 1 PV \| 3 PT \| \| ES \| Renato Casagrande (PSB) \| Rose de Freitas (MDB) \| FE Brasil (PCdoB/PT/PV) / PSB / Fed. PSDB Cidadania / MDB / PDT / PP / PODE / PROS \| 2 PT, 2 PP, 2 PODE, 1 PSB \| 3 PSB, 3 PODE, 2 PT, 2 PDT, 2 PP, 2 PSDB, 1 Cidadania \| \| ES \| Ricardo Ferraço (PSDB) \| Rose de Freitas (MDB) \| FE Brasil (PCdoB/PT/PV) / PSB / Fed. PSDB Cidadania / MDB / PDT / PP / PODE / PROS \| 2 PT, 2 PP, 2 PODE, 1 PSB \| 3 PSB, 3 PODE, 2 PT, 2 PDT, 2 PP, 2 PSDB, 1 Cidadania \| \| GO \| Wolmir Amado (PT) \| Denise Carvalho (PCdoB) \| FE Brasil (PCdoB/PT/PV) / PSB \| 2 PT \| 3 PT, 1 PSB \| \| GO \| Fernando Tibúrcio (PSB) \| Denise Carvalho (PCdoB) \| FE Brasil (PCdoB/PT/PV) / PSB \| 2 PT \| 3 PT, 1 PSB \| \| MA \| Carlos Brandão (PSB) \| Flávio Dino (PSB) \| FE Brasil (PCdoB/PT/PV) / PSB / Fed. PSDB Cidadania / MDB / PP / PODE / Patriota \| Márcio Jerry (PCdoB) 1 PT, 1 PODE, 1 PP, 1 PSB, 1 Patriota \| Othelino Neto (PCdoB) Rodrigo Lago (PCdoB) Ricardo Rios (PCdoB) Júlio Mendonça (PCdoB) Ana do Gás (PCdoB) 11 PSB, 4 PP, 3 Patriota, 2 MDB, 2 PODE \| \| MA \| Felipe Camarão (PT) \| Flávio Dino (PSB) \| FE Brasil (PCdoB/PT/PV) / PSB / Fed. PSDB Cidadania / MDB / PP / PODE / Patriota \| Márcio Jerry (PCdoB) 1 PT, 1 PODE, 1 PP, 1 PSB, 1 Patriota \| Othelino Neto (PCdoB) Rodrigo Lago (PCdoB) Ricardo Rios (PCdoB) Júlio Mendonça (PCdoB) Ana do Gás (PCdoB) 11 PSB, 4 PP, 3 Patriota, 2 MDB, 2 PODE \| \| MG \| Alexandre Kalil (PSD) \| Alexandre Silveira (PSD) \| FE Brasil (PCdoB/PT/PV) / PSD / PSB \| 10 PT, 4 PSD \| Celinho do Sintrocel (PCdoB) 12 PT, 9 PSD, 1 PSB \| \| MG \| André Quintão (PT) \| Alexandre Silveira (PSD) \| FE Brasil (PCdoB/PT/PV) / PSD / PSB \| 10 PT, 4 PSD \| Celinho do Sintrocel (PCdoB) 12 PT, 9 PSD, 1 PSB \| \| MS \| Giselle Marques (PT) \| Tiago Botelho (PT) \| FE Brasil (PCdoB/PT/PV) \| 2 PT \| 3 PT \| \| MS \| Abílio Vaneli (PT) \| Tiago Botelho (PT) \| FE Brasil (PCdoB/PT/PV) \| 2 PT \| 3 PT \| \| MT \| Márcia Pinheiro (PV) \| Neri Geller (PP) \| FE Brasil (PCdoB/PT/PV) / PP / PSD / Solidariedade \| ninguém \| 2 PT, 2 PSD, 1 PP \| \| MT \| Vanderlúcio Rodrigues (PP) \| Neri Geller (PP) \| FE Brasil (PCdoB/PT/PV) / PP / PSD / Solidariedade \| ninguém \| 2 PT, 2 PSD, 1 PP \| \| PA \| Helder Barbalho (MDB) \| Beto Faro (PT) candidatura isolada \| FE Brasil (PCdoB/PT/PV) / MDB / Fed. PSDB Cidadania / PP / PODE / UNIÃO / PDT / PSB / PSD / Republicanos / Avante / PTB / DC \| 9 MDB, 2 PSD, 2 PT, 1 UNIÃO \| 13 MDB, 4 PT, 3 PP, 3 PSDB, 2 PDT, 2 PODE, 2 PSD, 2 Republicanos, 1 Cidadania, 1 PSB, 1 PTB, 1 UNIÃO \| \| PA \| Hana Ghassan (MDB) \| Beto Faro (PT) candidatura isolada \| FE Brasil (PCdoB/PT/PV) / MDB / Fed. PSDB Cidadania / PP / PODE / UNIÃO / PDT / PSB / PSD / Republicanos / Avante / PTB / DC \| 9 MDB, 2 PSD, 2 PT, 1 UNIÃO \| 13 MDB, 4 PT, 3 PP, 3 PSDB, 2 PDT, 2 PODE, 2 PSD, 2 Republicanos, 1 Cidadania, 1 PSB, 1 PTB, 1 UNIÃO \| \| PB \| Veneziano Vital do Rêgo (MDB) \| Ricardo Coutinho (PT) \| FE Brasil (PCdoB/PT/PV) / MDB \| 1 PT \| Inácio Falcão (PCdoB) 2 PT, 2 MDB \| \| PB \| Maísa Cartaxo (PT) \| Ricardo Coutinho (PT) \| FE Brasil (PCdoB/PT/PV) / MDB \| 1 PT \| Inácio Falcão (PCdoB) 2 PT, 2 MDB \| \| PE \| Danilo Cabral (PSB) \| Teresa Leitão (PT) \| FE Brasil (PCdoB/PT/PV) / PSB / Republicanos / MDB / PDT / PP \| Renildo Calheiros (PCdoB) 5 PSB, 3 PP, 1 MDB, 1 PT, 1 PV, 1 Republicanos \| João Paulo Costa (PCdoB) 14 PSB, 8 PP, 3 PT, 3 PV, 2 Republicanos \| \| PE \| Luciana Santos (PCdoB) \| Teresa Leitão (PT) \| FE Brasil (PCdoB/PT/PV) / PSB / Republicanos / MDB / PDT / PP \| Renildo Calheiros (PCdoB) 5 PSB, 3 PP, 1 MDB, 1 PT, 1 PV, 1 Republicanos \| João Paulo Costa (PCdoB) 14 PSB, 8 PP, 3 PT, 3 PV, 2 Republicanos \| \| PI \| Rafael Fonteles (PT) \| Wellington Dias (PT) \| FE Brasil (PCdoB/PT/PV) / MDB / PSD / Solidariedade / PROS / Agir \| 4 PT, 3 PSD, 1 PV \| 12 PT, 9 MDB, 1 Solidariedade \| \| PI \| Themístocles Filho (MDB) \| Wellington Dias (PT) \| FE Brasil (PCdoB/PT/PV) / MDB / PSD / Solidariedade / PROS / Agir \| 4 PT, 3 PSD, 1 PV \| 12 PT, 9 MDB, 1 Solidariedade \| \| PR \| Roberto Requião (PT) \| Rosane Ferreira (PV) \| FE Brasil (PCdoB/PT/PV) \| 5 PT, 1 PV \| 7 PT \| \| PR \| Jorge Samek (PT) \| Rosane Ferreira (PV) \| FE Brasil (PCdoB/PT/PV) \| 5 PT, 1 PV \| 7 PT \| \| RJ \| Marcelo Freixo (PSB) \| André Ceciliano (PT) candidatura avulsa \| FE Brasil (PCdoB/PT/PV) / PSB / Fed. PSDB Cidadania / Fed. PSOL REDE \| Jandira Feghali (PCdoB) 5 PT, 5 PSOL, 1 PSB \| Dani Balbi (PCdoB) 7 PT, 5 PSOL, 2 PSB \| \| RJ \| César Maia (PSDB) \| André Ceciliano (PT) candidatura avulsa \| FE Brasil (PCdoB/PT/PV) / PSB / Fed. PSDB Cidadania / Fed. PSOL REDE \| Jandira Feghali (PCdoB) 5 PT, 5 PSOL, 1 PSB \| Dani Balbi (PCdoB) 7 PT, 5 PSOL, 2 PSB \| \| RN \| Fátima Bezerra (PT) \| Carlos Eduardo Alves (PDT) \| FE Brasil (PCdoB/PT/PV) / MDB / PDT / Republicanos / PROS \| 2 PT \| 3 PT, 3 PV, 1 MDB \| \| RN \| Walter Alves (MDB) \| Carlos Eduardo Alves (PDT) \| FE Brasil (PCdoB/PT/PV) / MDB / PDT / Republicanos / PROS \| 2 PT \| 3 PT, 3 PV, 1 MDB \| \| RO \| Daniel Pereira (Solidariedade) \| Acir Gurgacz (PDT) indeferido \| FE Brasil (PCdoB/PT/PV) / Solidariedade / PDT / PSB \| ninguém \| 1 PSB, 1 PT \| \| RO \| Anselmo de Jesus (PT) \| Acir Gurgacz (PDT) indeferido \| FE Brasil (PCdoB/PT/PV) / Solidariedade / PDT / PSB \| ninguém \| 1 PSB, 1 PT \| \| RR \| Rudson Leite (PV) \| apoio informal à Telmário Mota (PROS) \| FE Brasil (PCdoB/PT/PV) \| ninguém \| ninguém \| \| RR \| Cristina Burger (PV) \| apoio informal à Telmário Mota (PROS) \| FE Brasil (PCdoB/PT/PV) \| ninguém \| ninguém \| \| RS \| Edegar Pretto (PT) \| Olívio Dutra (PT) \| FE Brasil (PCdoB/PT/PV) / Fed. PSOL REDE \| Daiana Santos (PCdoB) 6 PT, 1 PSOL \| Bruna Rodrigues (PCdoB) 11 PT, 1 PSOL \| \| RS \| Pedro Ruas (PSOL) \| Olívio Dutra (PT) \| FE Brasil (PCdoB/PT/PV) / Fed. PSOL REDE \| Daiana Santos (PCdoB) 6 PT, 1 PSOL \| Bruna Rodrigues (PCdoB) 11 PT, 1 PSOL \| \| SC \| Décio Lima (PT) \| Dário Berger (PSB) \| FE Brasil (PCdoB/PT/PV) / PSB / Solidariedade \| 2 PT \| 4 PT \| \| SC \| Bia Vargas (PSB) \| Dário Berger (PSB) \| FE Brasil (PCdoB/PT/PV) / PSB / Solidariedade \| 2 PT \| 4 PT \| \| SE \| Rogério Carvalho (PT) \| Valadares Filho (PSB) \| FE Brasil (PCdoB/PT/PV) / MDB / PSB / Solidariedade \| 1 PT \| 2 PV, 1 PT \| \| SE \| Sérgio Gama (MDB) \| Valadares Filho (PSB) \| FE Brasil (PCdoB/PT/PV) / MDB / PSB / Solidariedade \| 1 PT \| 2 PV, 1 PT \| \| SP \| Fernando Haddad (PT) \| Márcio França (PSB) \| FE Brasil (PCdoB/PT/PV) / PSB / Fed. PSOL REDE / Agir \| 11 PT, 5 PSOL, 2 PSB, 1 REDE \| Leci Brandão (PCdoB) 18 PT, 5 PSOL, 3 PSB, 1 REDE \| \| SP \| Lúcia França (PSB) \| Márcio França (PSB) \| FE Brasil (PCdoB/PT/PV) / PSB / Fed. PSOL REDE / Agir \| 11 PT, 5 PSOL, 2 PSB, 1 REDE \| Leci Brandão (PCdoB) 18 PT, 5 PSOL, 3 PSB, 1 REDE \| \| TO \| Paulo Mourão (PT) \| Vilela do PT (PT) \| FE Brasil (PCdoB/PT/PV) \| ninguém \| Ivory de Lima (PCdoB) 1 PV \| \| TO \| Professora Germana (PCdoB) \| Vilela do PT (PT) \| FE Brasil (PCdoB/PT/PV) \| ninguém \| Ivory de Lima (PCdoB) 1 PV \| |                                         |                                         | |                                                                                   | |
| UF | Candidatos(as) a Governador(a) e a Vice | Candidatos(as) a Senadores(as)          | Coligação majoritária (governo e senado)                                                                                     | Deputados(as) federais eleitos(as)                                                | Deputados(as) estaduais eleitos(as) |
| AC | Jorge Viana (PT)                        | Nazareth Araújo (PT)                    | FE Brasil (PCdoB/PT/PV) | ninguém                                                                           | Edvaldo Magalhães (PCdoB) |
| AC | Marcus Alexandre (PT)                   | Nazareth Araújo (PT)                    | FE Brasil (PCdoB/PT/PV) | ninguém                                                                           | Edvaldo Magalhães (PCdoB) |
| AL | Paulo Dantas (MDB)                      | Renan Filho (MDB)                       | FE Brasil (PCdoB/PT/PV) / MDB / PDT / PSC / Solidariedade                                                                    | 1 PT, 1 PV                                                                        | 1 PT, 1 PV |
| AL | Ronaldo Lessa (PDT)                     | Renan Filho (MDB)                       | FE Brasil (PCdoB/PT/PV) / MDB / PDT / PSC / Solidariedade                                                                    | 1 PT, 1 PV                                                                        | 1 PT, 1 PV |
| AM | Eduardo Braga (MDB)                     | Omar Aziz (PSD)                         | FE Brasil (PCdoB/PT/PV) / MDB / PSD                                                                                          | 2 PSD                                                                             | 1 MDB, 1 PT, 1 PV |
| AM | Anne Moura (PT)                         | Omar Aziz (PSD)                         | FE Brasil (PCdoB/PT/PV) / MDB / PSD                                                                                          | 2 PSD                                                                             | 1 MDB, 1 PT, 1 PV |
| AP | ninguém                                 | João Capiberibe (PSB)                   | FE Brasil (PCdoB/PT/PV) / PSB / Fed. PSOL REDE                                                                               | ninguém                                                                           | 2 REDE, 1 PT, 1 PV |
| BA | Jerônimo Rodrigues (PT)                 | Otto Alencar (PSD)                      | FE Brasil (PCdoB/PT/PV) / MDB / PSD / PSB / Avante                                                                           | Daniel Almeida (PCdoB) Alice Portugal (PCdoB) 7 PT, 6 PSD, 1 MDB, 1 PSB, 1 Avante | Olívia Santana (PCdoB) Bobô (PCdoB) Fabrício (PCdoB) Zó (PCdoB) 9 PT, 9 PSD, 2 MDB, 2 PSB, 1 Avante, 1 PV                                         |
| BA | Geraldo Junior (MDB)                    | Otto Alencar (PSD)                      | FE Brasil (PCdoB/PT/PV) / MDB / PSD / PSB / Avante                                                                           | Daniel Almeida (PCdoB) Alice Portugal (PCdoB) 7 PT, 6 PSD, 1 MDB, 1 PSB, 1 Avante | Olívia Santana (PCdoB) Bobô (PCdoB) Fabrício (PCdoB) Zó (PCdoB) 9 PT, 9 PSD, 2 MDB, 2 PSB, 1 Avante, 1 PV                                         |
| CE | Elmano de Freitas (PT)                  | Camilo Santana (PT)                     | FE Brasil (PCdoB/PT/PV) / MDB / PP / Solidariedade / Fed. PSOL REDE / PRTB                                                   | 3 PT, 1 MDB, 1 PP                                                                 | Alysson Aguiar (PCdoB) 8 PT, 3 MDB, 3 PP, 1 PSOL                                                                                                  |
| CE | Jade Romero (MDB)                       | Camilo Santana (PT)                     | FE Brasil (PCdoB/PT/PV) / MDB / PP / Solidariedade / Fed. PSOL REDE / PRTB                                                   | 3 PT, 1 MDB, 1 PP                                                                 | Alysson Aguiar (PCdoB) 8 PT, 3 MDB, 3 PP, 1 PSOL                                                                                                  |
| DF | Leandro Grass (PV)                      | Rosilene Corrêa (PT)                    | FE Brasil (PCdoB/PT/PV) | 1 PT, 1 PV                                                                        | 3 PT |
| DF | Olgamir Amancia (PCdoB)                 | Rosilene Corrêa (PT)                    | FE Brasil (PCdoB/PT/PV) | 1 PT, 1 PV                                                                        | 3 PT |
| ES | Renato Casagrande (PSB)                 | Rose de Freitas (MDB)                   | FE Brasil (PCdoB/PT/PV) / PSB / Fed. PSDB Cidadania / MDB / PDT / PP / PODE / PROS                                           | 2 PT, 2 PP, 2 PODE, 1 PSB                                                         | 3 PSB, 3 PODE, 2 PT, 2 PDT, 2 PP, 2 PSDB, 1 Cidadania                                                                                             |
| ES | Ricardo Ferraço (PSDB)                  | Rose de Freitas (MDB)                   | FE Brasil (PCdoB/PT/PV) / PSB / Fed. PSDB Cidadania / MDB / PDT / PP / PODE / PROS                                           | 2 PT, 2 PP, 2 PODE, 1 PSB                                                         | 3 PSB, 3 PODE, 2 PT, 2 PDT, 2 PP, 2 PSDB, 1 Cidadania                                                                                             |
| GO | Wolmir Amado (PT)                       | Denise Carvalho (PCdoB)                 | FE Brasil (PCdoB/PT/PV) / PSB                                                                                                | 2 PT                                                                              | 3 PT, 1 PSB |
| GO | Fernando Tibúrcio (PSB)                 | Denise Carvalho (PCdoB)                 | FE Brasil (PCdoB/PT/PV) / PSB                                                                                                | 2 PT                                                                              | 3 PT, 1 PSB |
| MA | Carlos Brandão (PSB)                    | Flávio Dino (PSB)                       | FE Brasil (PCdoB/PT/PV) / PSB / Fed. PSDB Cidadania / MDB / PP / PODE / Patriota                                             | Márcio Jerry (PCdoB) 1 PT, 1 PODE, 1 PP, 1 PSB, 1 Patriota                        | Othelino Neto (PCdoB) Rodrigo Lago (PCdoB) Ricardo Rios (PCdoB) Júlio Mendonça (PCdoB) Ana do Gás (PCdoB) 11 PSB, 4 PP, 3 Patriota, 2 MDB, 2 PODE |
| MA | Felipe Camarão (PT)                     | Flávio Dino (PSB)                       | FE Brasil (PCdoB/PT/PV) / PSB / Fed. PSDB Cidadania / MDB / PP / PODE / Patriota                                             | Márcio Jerry (PCdoB) 1 PT, 1 PODE, 1 PP, 1 PSB, 1 Patriota                        | Othelino Neto (PCdoB) Rodrigo Lago (PCdoB) Ricardo Rios (PCdoB) Júlio Mendonça (PCdoB) Ana do Gás (PCdoB) 11 PSB, 4 PP, 3 Patriota, 2 MDB, 2 PODE |
| MG | Alexandre Kalil (PSD)                   | Alexandre Silveira (PSD)                | FE Brasil (PCdoB/PT/PV) / PSD / PSB                                                                                          | 10 PT, 4 PSD                                                                      | Celinho do Sintrocel (PCdoB) 12 PT, 9 PSD, 1 PSB                                                                                                  |
| MG | André Quintão (PT)                      | Alexandre Silveira (PSD)                | FE Brasil (PCdoB/PT/PV) / PSD / PSB                                                                                          | 10 PT, 4 PSD                                                                      | Celinho do Sintrocel (PCdoB) 12 PT, 9 PSD, 1 PSB                                                                                                  |
| MS | Giselle Marques (PT)                    | Tiago Botelho (PT)                      | FE Brasil (PCdoB/PT/PV) | 2 PT                                                                              | 3 PT |
| MS | Abílio Vaneli (PT)                      | Tiago Botelho (PT)                      | FE Brasil (PCdoB/PT/PV) | 2 PT                                                                              | 3 PT |
| MT | Márcia Pinheiro (PV)                    | Neri Geller (PP)                        | FE Brasil (PCdoB/PT/PV) / PP / PSD / Solidariedade                                                                           | ninguém                                                                           | 2 PT, 2 PSD, 1 PP |
| MT | Vanderlúcio Rodrigues (PP)              | Neri Geller (PP)                        | FE Brasil (PCdoB/PT/PV) / PP / PSD / Solidariedade                                                                           | ninguém                                                                           | 2 PT, 2 PSD, 1 PP |
| PA | Helder Barbalho (MDB)                   | Beto Faro (PT) candidatura isolada      | FE Brasil (PCdoB/PT/PV) / MDB / Fed. PSDB Cidadania / PP / PODE / UNIÃO / PDT / PSB / PSD / Republicanos / Avante / PTB / DC | 9 MDB, 2 PSD, 2 PT, 1 UNIÃO                                                       | 13 MDB, 4 PT, 3 PP, 3 PSDB, 2 PDT, 2 PODE, 2 PSD, 2 Republicanos, 1 Cidadania, 1 PSB, 1 PTB, 1 UNIÃO                                              |
| PA | Hana Ghassan (MDB)                      | Beto Faro (PT) candidatura isolada      | FE Brasil (PCdoB/PT/PV) / MDB / Fed. PSDB Cidadania / PP / PODE / UNIÃO / PDT / PSB / PSD / Republicanos / Avante / PTB / DC | 9 MDB, 2 PSD, 2 PT, 1 UNIÃO                                                       | 13 MDB, 4 PT, 3 PP, 3 PSDB, 2 PDT, 2 PODE, 2 PSD, 2 Republicanos, 1 Cidadania, 1 PSB, 1 PTB, 1 UNIÃO                                              |
| PB | Veneziano Vital do Rêgo (MDB)           | Ricardo Coutinho (PT)                   | FE Brasil (PCdoB/PT/PV) / MDB                                                                                                | 1 PT                                                                              | Inácio Falcão (PCdoB) 2 PT, 2 MDB |
| PB | Maísa Cartaxo (PT)                      | Ricardo Coutinho (PT)                   | FE Brasil (PCdoB/PT/PV) / MDB                                                                                                | 1 PT                                                                              | Inácio Falcão (PCdoB) 2 PT, 2 MDB |
| PE | Danilo Cabral (PSB)                     | Teresa Leitão (PT)                      | FE Brasil (PCdoB/PT/PV) / PSB / Republicanos / MDB / PDT / PP                                                                | Renildo Calheiros (PCdoB) 5 PSB, 3 PP, 1 MDB, 1 PT, 1 PV, 1 Republicanos          | João Paulo Costa (PCdoB) 14 PSB, 8 PP, 3 PT, 3 PV, 2 Republicanos                                                                                 |
| PE | Luciana Santos (PCdoB)                  | Teresa Leitão (PT)                      | FE Brasil (PCdoB/PT/PV) / PSB / Republicanos / MDB / PDT / PP                                                                | Renildo Calheiros (PCdoB) 5 PSB, 3 PP, 1 MDB, 1 PT, 1 PV, 1 Republicanos          | João Paulo Costa (PCdoB) 14 PSB, 8 PP, 3 PT, 3 PV, 2 Republicanos                                                                                 |
| PI | Rafael Fonteles (PT)                    | Wellington Dias (PT)                    | FE Brasil (PCdoB/PT/PV) / MDB / PSD / Solidariedade / PROS / Agir                                                            | 4 PT, 3 PSD, 1 PV                                                                 | 12 PT, 9 MDB, 1 Solidariedade |
| PI | Themístocles Filho (MDB)                | Wellington Dias (PT)                    | FE Brasil (PCdoB/PT/PV) / MDB / PSD / Solidariedade / PROS / Agir                                                            | 4 PT, 3 PSD, 1 PV                                                                 | 12 PT, 9 MDB, 1 Solidariedade |
| PR | Roberto Requião (PT)                    | Rosane Ferreira (PV)                    | FE Brasil (PCdoB/PT/PV) | 5 PT, 1 PV                                                                        | 7 PT |
| PR | Jorge Samek (PT)                        | Rosane Ferreira (PV)                    | FE Brasil (PCdoB/PT/PV) | 5 PT, 1 PV                                                                        | 7 PT |
| RJ | Marcelo Freixo (PSB)                    | André Ceciliano (PT) candidatura avulsa | FE Brasil (PCdoB/PT/PV) / PSB / Fed. PSDB Cidadania / Fed. PSOL REDE                                                         | Jandira Feghali (PCdoB) 5 PT, 5 PSOL, 1 PSB                                       | Dani Balbi (PCdoB) 7 PT, 5 PSOL, 2 PSB |
| RJ | César Maia (PSDB)                       | André Ceciliano (PT) candidatura avulsa | FE Brasil (PCdoB/PT/PV) / PSB / Fed. PSDB Cidadania / Fed. PSOL REDE                                                         | Jandira Feghali (PCdoB) 5 PT, 5 PSOL, 1 PSB                                       | Dani Balbi (PCdoB) 7 PT, 5 PSOL, 2 PSB |
| RN | Fátima Bezerra (PT)                     | Carlos Eduardo Alves (PDT)              | FE Brasil (PCdoB/PT/PV) / MDB / PDT / Republicanos / PROS                                                                    | 2 PT                                                                              | 3 PT, 3 PV, 1 MDB |
| RN | Walter Alves (MDB)                      | Carlos Eduardo Alves (PDT)              | FE Brasil (PCdoB/PT/PV) / MDB / PDT / Republicanos / PROS                                                                    | 2 PT                                                                              | 3 PT, 3 PV, 1 MDB |
| RO | Daniel Pereira (Solidariedade)          | Acir Gurgacz (PDT) indeferido           | FE Brasil (PCdoB/PT/PV) / Solidariedade / PDT / PSB                                                                          | ninguém                                                                           | 1 PSB, 1 PT |
| RO | Anselmo de Jesus (PT)                   | Acir Gurgacz (PDT) indeferido           | FE Brasil (PCdoB/PT/PV) / Solidariedade / PDT / PSB                                                                          | ninguém                                                                           | 1 PSB, 1 PT |
| RR | Rudson Leite (PV)                       | apoio informal à Telmário Mota (PROS)   | FE Brasil (PCdoB/PT/PV) | ninguém                                                                           | ninguém |
| RR | Cristina Burger (PV)                    | apoio informal à Telmário Mota (PROS)   | FE Brasil (PCdoB/PT/PV) | ninguém                                                                           | ninguém |
| RS | Edegar Pretto (PT)                      | Olívio Dutra (PT)                       | FE Brasil (PCdoB/PT/PV) / Fed. PSOL REDE                                                                                     | Daiana Santos (PCdoB) 6 PT, 1 PSOL                                                | Bruna Rodrigues (PCdoB) 11 PT, 1 PSOL |
| RS | Pedro Ruas (PSOL)                       | Olívio Dutra (PT)                       | FE Brasil (PCdoB/PT/PV) / Fed. PSOL REDE                                                                                     | Daiana Santos (PCdoB) 6 PT, 1 PSOL                                                | Bruna Rodrigues (PCdoB) 11 PT, 1 PSOL |
| SC | Décio Lima (PT)                         | Dário Berger (PSB)                      | FE Brasil (PCdoB/PT/PV) / PSB / Solidariedade                                                                                | 2 PT                                                                              | 4 PT |
| SC | Bia Vargas (PSB)                        | Dário Berger (PSB)                      | FE Brasil (PCdoB/PT/PV) / PSB / Solidariedade                                                                                | 2 PT                                                                              | 4 PT |
| SE | Rogério Carvalho (PT)                   | Valadares Filho (PSB)                   | FE Brasil (PCdoB/PT/PV) / MDB / PSB / Solidariedade                                                                          | 1 PT                                                                              | 2 PV, 1 PT |
| SE | Sérgio Gama (MDB)                       | Valadares Filho (PSB)                   | FE Brasil (PCdoB/PT/PV) / MDB / PSB / Solidariedade                                                                          | 1 PT                                                                              | 2 PV, 1 PT |
| SP | Fernando Haddad (PT)                    | Márcio França (PSB)                     | FE Brasil (PCdoB/PT/PV) / PSB / Fed. PSOL REDE / Agir                                                                        | 11 PT, 5 PSOL, 2 PSB, 1 REDE                                                      | Leci Brandão (PCdoB) 18 PT, 5 PSOL, 3 PSB, 1 REDE                                                                                                 |
| SP | Lúcia França (PSB)                      | Márcio França (PSB)                     | FE Brasil (PCdoB/PT/PV) / PSB / Fed. PSOL REDE / Agir                                                                        | 11 PT, 5 PSOL, 2 PSB, 1 REDE                                                      | Leci Brandão (PCdoB) 18 PT, 5 PSOL, 3 PSB, 1 REDE                                                                                                 |
| TO | Paulo Mourão (PT)                       | Vilela do PT (PT)                       | FE Brasil (PCdoB/PT/PV) | ninguém                                                                           | Ivory de Lima (PCdoB) 1 PV |
| TO | Professora Germana (PCdoB)              | Vilela do PT (PT)                       | FE Brasil (PCdoB/PT/PV) | ninguém                                                                           | Ivory de Lima (PCdoB) 1 PV |

| Participação e desempenho do PCdoB nas eleições estaduais de 2018 |                                         |                                | |                                                                                         | |
| Candidatos majoritários eleitos (11 governadores e 19 senadores). Em negrito estão os candidatos filiados ao PCdoB durante a eleição. Os cargos obtidos na Câmara Federal e nas Assembleias Legislativas são referentes às coligações proporcionais que o PCdoB compôs. Tais coligações não são necessariamente iguais às coligações majoritárias e geralmente são menores. Não estão listados os futuros suplentes empossados. \| UF \| Candidatos(as) a Governador(a) e a Vice \| Candidatos(as) a Senadores(as) \| Coligação majoritária (governo e senado) \| Deputados(as) federais eleitos(as) — 103 \| Deputados(as) estaduais eleitos(as) — 111 \| \| -- \| --------------------------------------- \| ------------------------------ \| ------------------------------------------------------------------------------------------------------------ \| --------------------------------------------------------------------------------------- \| ------------------------------------------------------------------------------------------------------------------------------------------------------------------------------------------ \| \| AC \| Marcus Alexandre (PT) \| Jorge Viana (PT) \| PCdoB / PT / PDT / PV / PRB / PODE / PROS / PSB / PHS / PRTB / DC / PPL / PMB / PSOL \| Perpétua Almeida (PCdoB) \| Edvaldo Magalhães (PCdoB), Janilson Leite (PCdoB) + 2 PT \| \| AC \| Emylson Farias (PDT) \| Ney Amorim (PT) \| PCdoB / PT / PDT / PV / PRB / PODE / PROS / PSB / PHS / PRTB / DC / PPL / PMB / PSOL \| Perpétua Almeida (PCdoB) \| Edvaldo Magalhães (PCdoB), Janilson Leite (PCdoB) + 2 PT \| \| AL \| Renan Filho (MDB) \| Renan Calheiros (MDB) \| PCdoB / MDB / PR / PT / PDT / PODE / PTB / PHS / PV / DC / PSD / PRP / PMB / PPS / PRTB / PMN / Avante \| ninguém \| 1 PV \| \| AL \| Luciano Barbosa (MDB) \| Maurício Quintella Lessa (PR) \| PCdoB / MDB / PR / PT / PDT / PODE / PTB / PHS / PV / DC / PSD / PRP / PMB / PPS / PRTB / PMN / Avante \| ninguém \| 1 PV \| \| AM \| Lucia Antony (PCdoB) \| Vanessa Grazziotin (PCdoB) \| PCdoB / PT \| 1 PT \| 1 PT \| \| AM \| Socorro Prado (PT) \| Vanessa Grazziotin (PCdoB) \| PCdoB / PT \| 1 PT \| 1 PT \| \| AP \| Waldez Góes (PDT) \| Lucas Barreto (PTB) \| PCdoB / PDT / PTB / PROS / MDB / DC / PRB / PRP / PTC / PMB \| Marcivânia Flexa (PCdoB) + 1 PROS \| 1 PRP \| \| AP \| Jaime Nunes (PROS) \| Lucas Barreto (PTB) \| PCdoB / PDT / PTB / PROS / MDB / DC / PRB / PRP / PTC / PMB \| Marcivânia Flexa (PCdoB) + 1 PROS \| 1 PRP \| \| BA \| Rui Costa (PT) \| Jacques Wagner (PT) \| PCdoB / PT / PP / PODE / PSD / PSB / PDT / PR / PRP / PMB / PMN / PROS / PTC / Avante \| Alice Portugal (PCdoB), Daniel Almeida (PCdoB) + 8 PT, 4 PSD, 4 PP, 2 PR, 2 PSB, 1 PODE \| Bobô (PCdoB), Dal (PCdoB), Fabrício Falcão (PCdoB), Olívia Santana (PCdoB), Zó (PCdoB) \| \| BA \| João Leão (PP) \| Angelo Coronel (PSD) \| PCdoB / PT / PP / PODE / PSD / PSB / PDT / PR / PRP / PMB / PMN / PROS / PTC / Avante \| Alice Portugal (PCdoB), Daniel Almeida (PCdoB) + 8 PT, 4 PSD, 4 PP, 2 PR, 2 PSB, 1 PODE \| Bobô (PCdoB), Dal (PCdoB), Fabrício Falcão (PCdoB), Olívia Santana (PCdoB), Zó (PCdoB) \| \| CE \| Camilo Santana (PT) \| Eunício Oliveira (MDB) \| PCdoB / PT / PDT / PTB / PP / PSB / PR / DEM / PPS / PRP / PV / PMN / PPL / PRTB / PMB / Patriota \| 3 PT, 1 PV, 1 PP, 1 PR \| Augusta Brito (PCdoB), Carlos Felipe (PCdoB) \| \| CE \| Izolda Cela (PDT) \| Alberto Bardawil (PODE) \| PCdoB / PT / PDT / PTB / PP / PSB / PR / DEM / PPS / PRP / PV / PMN / PPL / PRTB / PMB / Patriota \| 3 PT, 1 PV, 1 PP, 1 PR \| Augusta Brito (PCdoB), Carlos Felipe (PCdoB) \| \| DF \| Rodrigo Rollemberg (PSB) \| Leila do Vôlei (PSB) \| PCdoB / PSB / PDT / PV / REDE \| 1 PV \| 1 REDE \| \| DF \| Eduardo Brandão (PV) \| Chico Leite (REDE) \| PCdoB / PSB / PDT / PV / REDE \| 1 PV \| 1 REDE \| \| ES \| Renato Casagrande (PSB) \| Marcos do Val (PPS) \| PCdoB / PSB / PSDB / DEM / PPS / PDT / PV / DC / SD / PP / PTC / PSC / PPL / PRP / PSD / PHS / PROS / Avante \| 1 PPS, 1 PP \| 2 PRP \| \| ES \| Jacqueline Moraes (PSB) \| Ricardo Ferraço (PSDB) \| PCdoB / PSB / PSDB / DEM / PPS / PDT / PV / DC / SD / PP / PTC / PSC / PPL / PRP / PSD / PHS / PROS / Avante \| 1 PPS, 1 PP \| 2 PRP \| \| GO \| Kátia Maria (PT) \| Luis Cesar Bueno (PT) \| PCdoB / PT \| 1 PT \| 2 PT \| \| GO \| Nivaldo Santos (PCdoB) \| Professora Geli (PT) \| PCdoB / PT \| 1 PT \| 2 PT \| \| MA \| Flávio Dino (PCdoB) \| Weverton Rocha (PDT) \| PCdoB / PTB / PT / PSB / PPS / PROS / PRB / PDT / PR / DEM / PP / PTC / SD / PPL / Avante / Patriota \| Márcio Jerry (PCdoB) Rubens Pereira Júnior +1 PTB, 1 PRB, 1 PSB, 1 DEM \| Adelmo Soares (PCdoB), Ana do Gás (PCdoB), Carlinhos Florêncio (PCdoB), Duarte Júnior (PCdoB), Othelino Neto (PCdoB), Prof. Marco Aurélio (PCdoB) + 7 PDT, 5 DEM, 3 PR, 2 PSB, 2 PP, 1 PRB \| \| MA \| Carlos Brandão (PRB) \| Eliziane Gama (PPS) \| PCdoB / PTB / PT / PSB / PPS / PROS / PRB / PDT / PR / DEM / PP / PTC / SD / PPL / Avante / Patriota \| Márcio Jerry (PCdoB) Rubens Pereira Júnior +1 PTB, 1 PRB, 1 PSB, 1 DEM \| Adelmo Soares (PCdoB), Ana do Gás (PCdoB), Carlinhos Florêncio (PCdoB), Duarte Júnior (PCdoB), Othelino Neto (PCdoB), Prof. Marco Aurélio (PCdoB) + 7 PDT, 5 DEM, 3 PR, 2 PSB, 2 PP, 1 PRB \| \| MG \| Fernando Pimentel (PT) \| Dilma Rousseff (PT) \| PCdoB / PT / PSB / DC / PR \| 8 PT, 3 PSB, 1 PR \| Celinho do Sinttrocel (PCdoB) \| \| MG \| Jô Moraes (PCdoB) \| Miguel Corrêa (PT) \| PCdoB / PT / PSB / DC / PR \| 8 PT, 3 PSB, 1 PR \| Celinho do Sinttrocel (PCdoB) \| \| MS \| Marcelo Bluma (PV) \| Mário Fonseca (PCdoB) \| PCdoB / PV / REDE \| ninguém \| ninguém \| \| MS \| Ana Maria Bernardelli (REDE) \| Mário Fonseca (PCdoB) \| PCdoB / PV / REDE \| ninguém \| ninguém \| \| MT \| Wellington Fagundes (PR) \| Adilton Sachetti (PRB) \| PCdoB / PR / PV / PRB / PTB / PODE / PP / PT / PMN / PROS \| ninguém \| 2 PT, 1 PRB \| \| MT \| Sirlei Theis (PV) \| Professora Maria Lúcia (PCdoB) \| PCdoB / PR / PV / PRB / PTB / PODE / PP / PT / PMN / PROS \| ninguém \| 2 PT, 1 PRB \| \| PA \| Paulo Rocha (PT) \| Zé Geraldo (PT) \| PCdoB / PT \| 2 PT \| ninguém \| \| PA \| Sandra Batista (PCdoB) \| Gerson Durão (PCdoB) \| PCdoB / PT \| 2 PT \| ninguém \| \| PB \| João Azevêdo (PSB) \| Veneziano Vital (PSB) \| PCdoB / PSB / PDT / PTB / PT / DEM / PR / PODE / PRP / PMN / PRB / PPS / REDE / PROS / Avante \| 1 PSB, 1 PDT, 1 PTB, 1 PRB, 1 PT, 1 DEM \| Inácio Falcão (PCdoB) + 8 PSB, 3 PODE, 2 PTB, 1 PRB \| \| PB \| Lígia Feliciano (PDT) \| Luiz Couto (PT) \| PCdoB / PSB / PDT / PTB / PT / DEM / PR / PODE / PRP / PMN / PRB / PPS / REDE / PROS / Avante \| 1 PSB, 1 PDT, 1 PTB, 1 PRB, 1 PT, 1 DEM \| Inácio Falcão (PCdoB) + 8 PSB, 3 PODE, 2 PTB, 1 PRB \| \| PE \| Paulo Câmara (PSB) \| Humberto Costa (PT) \| PCdoB / PSB / PT / MDB / PP / PV / PTC / SD / PRP / PRTB / PPL / PMN / Patriota \| Renildo Calheiros (PCdoB) + 5 PSB, 1 PSD, 1 MDB \| João Paulo (PCdoB) \| \| PE \| Luciana Santos (PCdoB) \| Jarbas Vasconcelos (MDB) \| PCdoB / PSB / PT / MDB / PP / PV / PTC / SD / PRP / PRTB / PPL / PMN / Patriota \| Renildo Calheiros (PCdoB) + 5 PSB, 1 PSD, 1 MDB \| João Paulo (PCdoB) \| \| PI \| Wellington Dias (PT) \| Ciro Nogueira (PP) \| PCdoB / PT / MDB / PP / PR / PDT / PRTB / PTB / PSD \| 2 PT, 2 PP, 1 PR, 1 PDT, 1 PSD, 1 MDB \| 6 MDB, 5 PT, 5 PP, 3 PR, 2 PTB, 1 PDT, 1 PSD, 1 PRTB \| \| PI \| Regina Sousa (PT) \| Marcelo Castro (MDB) \| PCdoB / PT / MDB / PP / PR / PDT / PRTB / PTB / PSD \| 2 PT, 2 PP, 1 PR, 1 PDT, 1 PSD, 1 MDB \| 6 MDB, 5 PT, 5 PP, 3 PR, 2 PTB, 1 PDT, 1 PSD, 1 PRTB \| \| PR \| João Arruda (MDB) \| Roberto Requião (MDB) \| PCdoB / MDB / PDT / SD \| 2 MDB, 1 PDT \| 2 PDT \| \| PR \| Eliana Cortez (MDB) \| Nelton Friedrich (PDT) \| PCdoB / MDB / PDT / SD \| 2 MDB, 1 PDT \| 2 PDT \| \| RJ \| Márcia Tiburi (PT) \| Lindberg Farias (PT) \| PCdoB / PT \| Jandira Feghali (PCdoB) +1 PT \| Rejane de Almeida (PCdoB) \| \| RJ \| Leonardo Giordano (PCdoB) \| Lindberg Farias (PT) \| PCdoB / PT \| Jandira Feghali (PCdoB) +1 PT \| Rejane de Almeida (PCdoB) \| \| RN \| Fátima Bezerra (PT) \| Zenaide Maia (PHS) \| PCdoB / PT / PHS \| 2 PT \| 2 PT, 1 PHS \| \| RN \| Antenor Roberto (PCdoB) \| Alexandre Motta (PT) \| PCdoB / PT / PHS \| 2 PT \| 2 PT, 1 PHS \| \| RO \| Mauro de Carvalho (MDB) \| Confúcio Moura (MDB) \| PCdoB / MDB / PMN / PODE / PROS / PHS / PSC / PV \| ninguém \| 1 PMN \| \| RO \| Wagner de Freitas (MDB) \| Valdir Raupp (MDB) \| PCdoB / MDB / PMN / PODE / PROS / PHS / PSC / PV \| ninguém \| 1 PMN \| \| RR \| Suely Campos (PP) \| Ângela Portela (PDT) \| PCdoB / PP / PDT / PODE / PR / PRTB / PSB / PHS \| 1 PP \| Soldado Sampaio (PCdoB) + 1 PP \| \| RR \| Oleno Matos (PCdoB) \| Luciano Castro (PR) \| PCdoB / PP / PDT / PODE / PR / PRTB / PSB / PHS \| 1 PP \| Soldado Sampaio (PCdoB) + 1 PP \| \| RS \| Miguel Rossetto (PT) \| Paulo Paim (PT) \| PCdoB / PT \| ninguém \| ninguém \| \| RS \| Ana Affonso (PT) \| Abigail Pereira (PCdoB) \| PCdoB / PT \| ninguém \| ninguém \| \| SC \| Gelson Merisio (PSD) \| Esperidião Amin (PP) \| PCdoB / PSD / DEM / PP / PDT / PODE / PRB / PSB / PV / SD / PSC / PROS / PHS / PRP / PPL \| 1 PRB, 1 PSB \| 2 PDT \| \| SC \| João Paulo Kleinübing (DEM) \| Raimundo Colombo (PSD) \| PCdoB / PSD / DEM / PP / PDT / PODE / PRB / PSB / PV / SD / PSC / PROS / PHS / PRP / PPL \| 1 PRB, 1 PSB \| 2 PDT \| \| SE \| Belivaldo Chagas (PSD) \| Rogério Carvalho (PT) \| PCdoB / PSD / PT / MDB / PP / DC / PHS \| 1 PSD, 1 PP, 1 MDB, 1 PT \| 3 PSD, 3 MDB, 2 PT \| \| SE \| Eliane Aquino (PT) \| Jackson Barreto (MDB) \| PCdoB / PSD / PT / MDB / PP / DC / PHS \| 1 PSD, 1 PP, 1 MDB, 1 PT \| 3 PSD, 3 MDB, 2 PT \| \| SP \| Luiz Marinho (PT) \| Eduardo Suplicy (PT) \| PCdoB / PT \| Orlando Silva (PCdoB) + 8 PT \| Leci Brandão (PCdoB) \| \| SP \| Ana Bock (PT) \| Jilmar Tatto (PT) \| PCdoB / PT \| Orlando Silva (PCdoB) + 8 PT \| Leci Brandão (PCdoB) \| \| TO \| Márlon Reis (REDE) \| Irajá Abreu (PSD) \| PCdoB / REDE / PV / PSD / PDT / PT / PTB / PRTB \| 1 PT \| 2 PT \| \| TO \| José Geraldo (PTB) \| Paulo Mourão (PT) \| PCdoB / REDE / PV / PSD / PDT / PT / PTB / PRTB \| 1 PT \| 2 PT \| |                                         |                                | |                                                                                         | |
| UF | Candidatos(as) a Governador(a) e a Vice | Candidatos(as) a Senadores(as) | Coligação majoritária (governo e senado)                                                                     | Deputados(as) federais eleitos(as) — 103                                                | Deputados(as) estaduais eleitos(as) — 111 |
| AC | Marcus Alexandre (PT)                   | Jorge Viana (PT)               | PCdoB / PT / PDT / PV / PRB / PODE / PROS / PSB / PHS / PRTB / DC / PPL / PMB / PSOL                         | Perpétua Almeida (PCdoB)                                                                | Edvaldo Magalhães (PCdoB), Janilson Leite (PCdoB) + 2 PT |
| AC | Emylson Farias (PDT)                    | Ney Amorim (PT)                | PCdoB / PT / PDT / PV / PRB / PODE / PROS / PSB / PHS / PRTB / DC / PPL / PMB / PSOL                         | Perpétua Almeida (PCdoB)                                                                | Edvaldo Magalhães (PCdoB), Janilson Leite (PCdoB) + 2 PT |
| AL | Renan Filho (MDB)                       | Renan Calheiros (MDB)          | PCdoB / MDB / PR / PT / PDT / PODE / PTB / PHS / PV / DC / PSD / PRP / PMB / PPS / PRTB / PMN / Avante       | ninguém                                                                                 | 1 PV |
| AL | Luciano Barbosa (MDB)                   | Maurício Quintella Lessa (PR)  | PCdoB / MDB / PR / PT / PDT / PODE / PTB / PHS / PV / DC / PSD / PRP / PMB / PPS / PRTB / PMN / Avante       | ninguém                                                                                 | 1 PV |
| AM | Lucia Antony (PCdoB)                    | Vanessa Grazziotin (PCdoB)     | PCdoB / PT                                                                                                   | 1 PT                                                                                    | 1 PT |
| AM | Socorro Prado (PT)                      | Vanessa Grazziotin (PCdoB)     | PCdoB / PT                                                                                                   | 1 PT                                                                                    | 1 PT |
| AP | Waldez Góes (PDT)                       | Lucas Barreto (PTB)            | PCdoB / PDT / PTB / PROS / MDB / DC / PRB / PRP / PTC / PMB                                                  | Marcivânia Flexa (PCdoB) + 1 PROS                                                       | 1 PRP |
| AP | Jaime Nunes (PROS)                      | Lucas Barreto (PTB)            | PCdoB / PDT / PTB / PROS / MDB / DC / PRB / PRP / PTC / PMB                                                  | Marcivânia Flexa (PCdoB) + 1 PROS                                                       | 1 PRP |
| BA | Rui Costa (PT)                          | Jacques Wagner (PT)            | PCdoB / PT / PP / PODE / PSD / PSB / PDT / PR / PRP / PMB / PMN / PROS / PTC / Avante                        | Alice Portugal (PCdoB), Daniel Almeida (PCdoB) + 8 PT, 4 PSD, 4 PP, 2 PR, 2 PSB, 1 PODE | Bobô (PCdoB), Dal (PCdoB), Fabrício Falcão (PCdoB), Olívia Santana (PCdoB), Zó (PCdoB) |
| BA | João Leão (PP)                          | Angelo Coronel (PSD)           | PCdoB / PT / PP / PODE / PSD / PSB / PDT / PR / PRP / PMB / PMN / PROS / PTC / Avante                        | Alice Portugal (PCdoB), Daniel Almeida (PCdoB) + 8 PT, 4 PSD, 4 PP, 2 PR, 2 PSB, 1 PODE | Bobô (PCdoB), Dal (PCdoB), Fabrício Falcão (PCdoB), Olívia Santana (PCdoB), Zó (PCdoB) |
| CE | Camilo Santana (PT)                     | Eunício Oliveira (MDB)         | PCdoB / PT / PDT / PTB / PP / PSB / PR / DEM / PPS / PRP / PV / PMN / PPL / PRTB / PMB / Patriota            | 3 PT, 1 PV, 1 PP, 1 PR                                                                  | Augusta Brito (PCdoB), Carlos Felipe (PCdoB) |
| CE | Izolda Cela (PDT)                       | Alberto Bardawil (PODE)        | PCdoB / PT / PDT / PTB / PP / PSB / PR / DEM / PPS / PRP / PV / PMN / PPL / PRTB / PMB / Patriota            | 3 PT, 1 PV, 1 PP, 1 PR                                                                  | Augusta Brito (PCdoB), Carlos Felipe (PCdoB) |
| DF | Rodrigo Rollemberg (PSB)                | Leila do Vôlei (PSB)           | PCdoB / PSB / PDT / PV / REDE                                                                                | 1 PV                                                                                    | 1 REDE |
| DF | Eduardo Brandão (PV)                    | Chico Leite (REDE)             | PCdoB / PSB / PDT / PV / REDE                                                                                | 1 PV                                                                                    | 1 REDE |
| ES | Renato Casagrande (PSB)                 | Marcos do Val (PPS)            | PCdoB / PSB / PSDB / DEM / PPS / PDT / PV / DC / SD / PP / PTC / PSC / PPL / PRP / PSD / PHS / PROS / Avante | 1 PPS, 1 PP                                                                             | 2 PRP |
| ES | Jacqueline Moraes (PSB)                 | Ricardo Ferraço (PSDB)         | PCdoB / PSB / PSDB / DEM / PPS / PDT / PV / DC / SD / PP / PTC / PSC / PPL / PRP / PSD / PHS / PROS / Avante | 1 PPS, 1 PP                                                                             | 2 PRP |
| GO | Kátia Maria (PT)                        | Luis Cesar Bueno (PT)          | PCdoB / PT                                                                                                   | 1 PT                                                                                    | 2 PT |
| GO | Nivaldo Santos (PCdoB)                  | Professora Geli (PT)           | PCdoB / PT                                                                                                   | 1 PT                                                                                    | 2 PT |
| MA | Flávio Dino (PCdoB)                     | Weverton Rocha (PDT)           | PCdoB / PTB / PT / PSB / PPS / PROS / PRB / PDT / PR / DEM / PP / PTC / SD / PPL / Avante / Patriota         | Márcio Jerry (PCdoB) Rubens Pereira Júnior +1 PTB, 1 PRB, 1 PSB, 1 DEM                  | Adelmo Soares (PCdoB), Ana do Gás (PCdoB), Carlinhos Florêncio (PCdoB), Duarte Júnior (PCdoB), Othelino Neto (PCdoB), Prof. Marco Aurélio (PCdoB) + 7 PDT, 5 DEM, 3 PR, 2 PSB, 2 PP, 1 PRB |
| MA | Carlos Brandão (PRB)                    | Eliziane Gama (PPS)            | PCdoB / PTB / PT / PSB / PPS / PROS / PRB / PDT / PR / DEM / PP / PTC / SD / PPL / Avante / Patriota         | Márcio Jerry (PCdoB) Rubens Pereira Júnior +1 PTB, 1 PRB, 1 PSB, 1 DEM                  | Adelmo Soares (PCdoB), Ana do Gás (PCdoB), Carlinhos Florêncio (PCdoB), Duarte Júnior (PCdoB), Othelino Neto (PCdoB), Prof. Marco Aurélio (PCdoB) + 7 PDT, 5 DEM, 3 PR, 2 PSB, 2 PP, 1 PRB |
| MG | Fernando Pimentel (PT)                  | Dilma Rousseff (PT)            | PCdoB / PT / PSB / DC / PR                                                                                   | 8 PT, 3 PSB, 1 PR                                                                       | Celinho do Sinttrocel (PCdoB) |
| MG | Jô Moraes (PCdoB)                       | Miguel Corrêa (PT)             | PCdoB / PT / PSB / DC / PR                                                                                   | 8 PT, 3 PSB, 1 PR                                                                       | Celinho do Sinttrocel (PCdoB) |
| MS | Marcelo Bluma (PV)                      | Mário Fonseca (PCdoB)          | PCdoB / PV / REDE                                                                                            | ninguém                                                                                 | ninguém |
| MS | Ana Maria Bernardelli (REDE)            | Mário Fonseca (PCdoB)          | PCdoB / PV / REDE                                                                                            | ninguém                                                                                 | ninguém |
| MT | Wellington Fagundes (PR)                | Adilton Sachetti (PRB)         | PCdoB / PR / PV / PRB / PTB / PODE / PP / PT / PMN / PROS                                                    | ninguém                                                                                 | 2 PT, 1 PRB |
| MT | Sirlei Theis (PV)                       | Professora Maria Lúcia (PCdoB) | PCdoB / PR / PV / PRB / PTB / PODE / PP / PT / PMN / PROS                                                    | ninguém                                                                                 | 2 PT, 1 PRB |
| PA | Paulo Rocha (PT)                        | Zé Geraldo (PT)                | PCdoB / PT                                                                                                   | 2 PT                                                                                    | ninguém |
| PA | Sandra Batista (PCdoB)                  | Gerson Durão (PCdoB)           | PCdoB / PT                                                                                                   | 2 PT                                                                                    | ninguém |
| PB | João Azevêdo (PSB)                      | Veneziano Vital (PSB)          | PCdoB / PSB / PDT / PTB / PT / DEM / PR / PODE / PRP / PMN / PRB / PPS / REDE / PROS / Avante                | 1 PSB, 1 PDT, 1 PTB, 1 PRB, 1 PT, 1 DEM                                                 | Inácio Falcão (PCdoB) + 8 PSB, 3 PODE, 2 PTB, 1 PRB |
| PB | Lígia Feliciano (PDT)                   | Luiz Couto (PT)                | PCdoB / PSB / PDT / PTB / PT / DEM / PR / PODE / PRP / PMN / PRB / PPS / REDE / PROS / Avante                | 1 PSB, 1 PDT, 1 PTB, 1 PRB, 1 PT, 1 DEM                                                 | Inácio Falcão (PCdoB) + 8 PSB, 3 PODE, 2 PTB, 1 PRB |
| PE | Paulo Câmara (PSB)                      | Humberto Costa (PT)            | PCdoB / PSB / PT / MDB / PP / PV / PTC / SD / PRP / PRTB / PPL / PMN / Patriota                              | Renildo Calheiros (PCdoB) + 5 PSB, 1 PSD, 1 MDB                                         | João Paulo (PCdoB) |
| PE | Luciana Santos (PCdoB)                  | Jarbas Vasconcelos (MDB)       | PCdoB / PSB / PT / MDB / PP / PV / PTC / SD / PRP / PRTB / PPL / PMN / Patriota                              | Renildo Calheiros (PCdoB) + 5 PSB, 1 PSD, 1 MDB                                         | João Paulo (PCdoB) |
| PI | Wellington Dias (PT)                    | Ciro Nogueira (PP)             | PCdoB / PT / MDB / PP / PR / PDT / PRTB / PTB / PSD                                                          | 2 PT, 2 PP, 1 PR, 1 PDT, 1 PSD, 1 MDB                                                   | 6 MDB, 5 PT, 5 PP, 3 PR, 2 PTB, 1 PDT, 1 PSD, 1 PRTB |
| PI | Regina Sousa (PT)                       | Marcelo Castro (MDB)           | PCdoB / PT / MDB / PP / PR / PDT / PRTB / PTB / PSD                                                          | 2 PT, 2 PP, 1 PR, 1 PDT, 1 PSD, 1 MDB                                                   | 6 MDB, 5 PT, 5 PP, 3 PR, 2 PTB, 1 PDT, 1 PSD, 1 PRTB |
| PR | João Arruda (MDB)                       | Roberto Requião (MDB)          | PCdoB / MDB / PDT / SD                                                                                       | 2 MDB, 1 PDT                                                                            | 2 PDT |
| PR | Eliana Cortez (MDB)                     | Nelton Friedrich (PDT)         | PCdoB / MDB / PDT / SD                                                                                       | 2 MDB, 1 PDT                                                                            | 2 PDT |
| RJ | Márcia Tiburi (PT)                      | Lindberg Farias (PT)           | PCdoB / PT                                                                                                   | Jandira Feghali (PCdoB) +1 PT                                                           | Rejane de Almeida (PCdoB) |
| RJ | Leonardo Giordano (PCdoB)               | Lindberg Farias (PT)           | PCdoB / PT                                                                                                   | Jandira Feghali (PCdoB) +1 PT                                                           | Rejane de Almeida (PCdoB) |
| RN | Fátima Bezerra (PT)                     | Zenaide Maia (PHS)             | PCdoB / PT / PHS                                                                                             | 2 PT                                                                                    | 2 PT, 1 PHS |
| RN | Antenor Roberto (PCdoB)                 | Alexandre Motta (PT)           | PCdoB / PT / PHS                                                                                             | 2 PT                                                                                    | 2 PT, 1 PHS |
| RO | Mauro de Carvalho (MDB)                 | Confúcio Moura (MDB)           | PCdoB / MDB / PMN / PODE / PROS / PHS / PSC / PV                                                             | ninguém                                                                                 | 1 PMN |
| RO | Wagner de Freitas (MDB)                 | Valdir Raupp (MDB)             | PCdoB / MDB / PMN / PODE / PROS / PHS / PSC / PV                                                             | ninguém                                                                                 | 1 PMN |
| RR | Suely Campos (PP)                       | Ângela Portela (PDT)           | PCdoB / PP / PDT / PODE / PR / PRTB / PSB / PHS                                                              | 1 PP                                                                                    | Soldado Sampaio (PCdoB) + 1 PP |
| RR | Oleno Matos (PCdoB)                     | Luciano Castro (PR)            | PCdoB / PP / PDT / PODE / PR / PRTB / PSB / PHS                                                              | 1 PP                                                                                    | Soldado Sampaio (PCdoB) + 1 PP |
| RS | Miguel Rossetto (PT)                    | Paulo Paim (PT)                | PCdoB / PT                                                                                                   | ninguém                                                                                 | ninguém |
| RS | Ana Affonso (PT)                        | Abigail Pereira (PCdoB)        | PCdoB / PT                                                                                                   | ninguém                                                                                 | ninguém |
| SC | Gelson Merisio (PSD)                    | Esperidião Amin (PP)           | PCdoB / PSD / DEM / PP / PDT / PODE / PRB / PSB / PV / SD / PSC / PROS / PHS / PRP / PPL                     | 1 PRB, 1 PSB                                                                            | 2 PDT |
| SC | João Paulo Kleinübing (DEM)             | Raimundo Colombo (PSD)         | PCdoB / PSD / DEM / PP / PDT / PODE / PRB / PSB / PV / SD / PSC / PROS / PHS / PRP / PPL                     | 1 PRB, 1 PSB                                                                            | 2 PDT |
| SE | Belivaldo Chagas (PSD)                  | Rogério Carvalho (PT)          | PCdoB / PSD / PT / MDB / PP / DC / PHS                                                                       | 1 PSD, 1 PP, 1 MDB, 1 PT                                                                | 3 PSD, 3 MDB, 2 PT |
| SE | Eliane Aquino (PT)                      | Jackson Barreto (MDB)          | PCdoB / PSD / PT / MDB / PP / DC / PHS                                                                       | 1 PSD, 1 PP, 1 MDB, 1 PT                                                                | 3 PSD, 3 MDB, 2 PT |
| SP | Luiz Marinho (PT)                       | Eduardo Suplicy (PT)           | PCdoB / PT                                                                                                   | Orlando Silva (PCdoB) + 8 PT                                                            | Leci Brandão (PCdoB) |
| SP | Ana Bock (PT)                           | Jilmar Tatto (PT)              | PCdoB / PT                                                                                                   | Orlando Silva (PCdoB) + 8 PT                                                            | Leci Brandão (PCdoB) |
| TO | Márlon Reis (REDE)                      | Irajá Abreu (PSD)              | PCdoB / REDE / PV / PSD / PDT / PT / PTB / PRTB                                                              | 1 PT                                                                                    | 2 PT |
| TO | José Geraldo (PTB)                      | Paulo Mourão (PT)              | PCdoB / REDE / PV / PSD / PDT / PT / PTB / PRTB                                                              | 1 PT                                                                                    | 2 PT |

### Eleições presidenciais
| Ano  | Imagem | Candidato(a) a Presidente      | Candidato(a) a Vice-Presidente | Coligação                                                                                     | Votos               | Posição |
| ---- | ------ | ------------------------------ | ------------------------------ | --------------------------------------------------------------------------------------------- | ------------------- | ------- |
| 1989 |        | Luiz Inácio Lula da Silva (PT) | José Paulo Bisol (PSB)         | Frente Brasil Popular (PT, PSB e PCdoB)                                                       | 31.076.364 (44,23%) | 2ª      |
| 1994 |        | Luiz Inácio Lula da Silva (PT) | Aloizio Mercadante (PT)        | Frente Brasil Popular pela Cidadania (PT, PSB, PCdoB, PPS, PV e PSTU)                         | 17.122.127 (27,04%) | 2ª      |
| 1998 |        | Luiz Inácio Lula da Silva (PT) | Leonel Brizola (PDT)           | União do Povo Muda Brasil (PT, PDT, PSB, PCdoB e PCB)                                         | 21.475.218 (31,71%) | 2ª      |
| 2002 |        | Luiz Inácio Lula da Silva (PT) | José Alencar (PL)              | Lula Presidente (PT, PL, PCdoB, PMN e PCB)                                                    | 52.793.364 (61,27%) | 1ª      |
| 2006 |        | Luiz Inácio Lula da Silva (PT) | José Alencar (PRB)             | A Força do Povo (PT, PRB e PCdoB)                                                             | 58.295.042 (60,83%) | 1ª      |
| 2010 |        | Dilma Rousseff (PT)            | Michel Temer (PMDB)            | Para o Brasil Seguir Mudando (PT, PMDB, PR, PSB, PDT, PCdoB, PSC, PRB, PTC e PTN)             | 55.752.529 (56,05%) | 1ª      |
| 2014 |        | Dilma Rousseff (PT)            | Michel Temer (PMDB)            | Com a Força do Povo (PT, PMDB, PSD, PP, PR, PROS, PDT, PCdoB e PRB)                           | 54.495.459 (51,64%) | 1ª      |
| 2018 |        | Fernando Haddad (PT)           | Manuela d'Ávila (PCdoB)        | O Povo Feliz de Novo (PT, PCdoB e PROS)                                                       | 47.040.906 (44,87%) | 2ª      |
| 2022 |        | Luiz Inácio Lula da Silva (PT) | Geraldo Alckimin (PSB)         | Brasil da Esperança (FE Brasil, PSB, Federação PSOL REDE, Solidariedade, PROS, Avante e Agir) | 60.345.999 (50,90%) | 1ª      |